# エルサレム
エルサレムまたはイェルサレム（ヘブライ語: יְרוּשָׁלַיִם、ヘブライ語ラテン翻字: Yerushaláyim、発音 [jeʁuʃaˈlajim] ( 音声ファイル)。 アラビア語: القدس、アラビア語ラテン翻字: al-Quds、発音 [al-Quds/il.ʔuds] ( 音声ファイル)）は、西アジアのレヴァント地方にある都市。エルサレムは世界最古の都市の一つであり、3つすべてのアブラハムの宗教の宗教都市と見なされている。そういった背景のもと、過去少なくとも2回破壊され、23回包囲され、44回占領および奪回され、52回攻撃されてきた。
1947年のパレスチナ分割決議以降、国連はエルサレムをコーパス・セパラタム（国連が管理する国際都市）と定め、国際社会の大多数は支持している。現在エルサレムは、イスラエルにより実効支配されているが、イスラエルによる東エルサレム併合の試みは国際社会から激しい非難を受けている。

## 名称・表記および由来
英語ではJerusalemと綴り、 発音: [d͡ʒəˈɹuːsələm/d͡ʒəˈɹuːzələm] ( 音声ファイル)と読む。ラテン語ではHierosolymaと綴り、一般に発音 [hi.ɛ.rɔˈsɔ.ly.ma]と読むが、これは古代ギリシア語の Ἱεροσόλυμα（発音 [hierosólyma]）をそのまま音写したものである。アルメニア語ではԵրուսաղեմと綴り、発音 [jeɾusɑˈʁem]と読む。
文語アラビア語（フスハー）発音ではアル＝クドス（اَلْقُدْسُ, al-Quds）だが、文語においても子音dが母音uを伴ったアル＝クドゥス（اَلْقُدُسُ, al-Qudus）という発音が併存している。また口語における母音の置き換わりによるal-Qudis（アル＝クディス）なども同じ地名を指す発音違いとなっている。
口語（方言）では早口で発音すると直前のdの影響を受けた語末sのz化と発音同化などによりアル＝クッズに近く聞こえることもある。またパレスチナ内に複数の口語方言があるため、ق（q）の声門閉鎖音（声門破裂音）ء（ʾ）置き換わりによるアル＝ウドゥス等、ق（q）の g 置き換わりによるアル＝グドゥス等の発音も存在する。
またアラビア語ではヘブライ語名に即した أورشليم（文語発音：Ūrshalīm, ウールシャリーム、口語発音：Ōrshalim, オールシャリーム）が使われることもある。

## 概要
地中海から内陸部に入った地中海と死海の間、ユダヤ山脈（英語: Judaean Mountains）にある高原に位置する。ユダヤ人が住む西エルサレムと、アラブ人居住区である東エルサレムから成り立つ。古代イスラエル・ユダ王国の首都で、エルサレム神殿がかつて存在した。イエス・キリストが処刑された地でもあり、ユダヤ教・キリスト教・イスラム教共通の聖地となっている。
西部はイスラエルの行政区画であるエルサレム地区に属する。東エルサレムは第三次中東戦争（1967年）でイスラエルが占領し、編入を宣言しエルサレムが自国の「首都」であると宣言しているものの、パレスチナ自治政府及び国際連合など国際社会はこれを認めておらず、イスラエルの首都はテルアビブであるとみなしている。またパレスチナ自治政府は東エルサレムをヨルダン川西岸地区エルサレム県に含まれるとして領有権を主張し、パレスチナ独立後の首都と規定している。
イスラエルによる東エルサレムへの入植は、国際法違反として度々国連安全保障理事会で非難決議が行われるが、ほとんどの場合アメリカ合衆国が拒否権を行使して廃案になる。
このために大使館や領事館はエルサレムでなくテルアビブに置いてきたが、2017年にアメリカのドナルド・トランプ大統領はエルサレムをイスラエルの首都であると明言し、2018年5月に大使館をテルアビブからエルサレムに移転させた。この行動は国際社会から反対を表明された。

## 市内の地理

### 東エルサレム
第一次中東戦争（1948～1949年）によってヨルダンの支配下に置かれた地区が東エルサレムである。住民の大半はパレスチナ人で1949年以前のエルサレム市域の20%を占めるが、本来のエルサレムである城壁に囲まれた旧市街は東エルサレムに含まれ、1967年の第三次中東戦争によってイスラエルに占領された。占領後、イスラエルは旧ヨルダン領の28の地方自治体をエルサレムに統合し、エルサレムの面積は大幅に拡大した。この新市域にイスラエルは大型のユダヤ人入植地を次々と建設している。
旧市街のすぐ東にはオリーブ山がある。ここはイエス・キリストの足跡が多く、多くのキリスト教徒が訪れるほか、旧約聖書のゼカリヤ書においても、最後の審判の日に神が現れ、死者がよみがえる場所とされているため、ユダヤ人の聖地ともなっている。
旧市街の北側には、ロックフェラー博物館や、中東における聖公会の主教座聖堂である聖ジョージ大聖堂がある。旧市街の南側にはシオンの山（丘）があり、ダビデ王の墓やキリストにかかわる旧跡がある。

### 旧市街

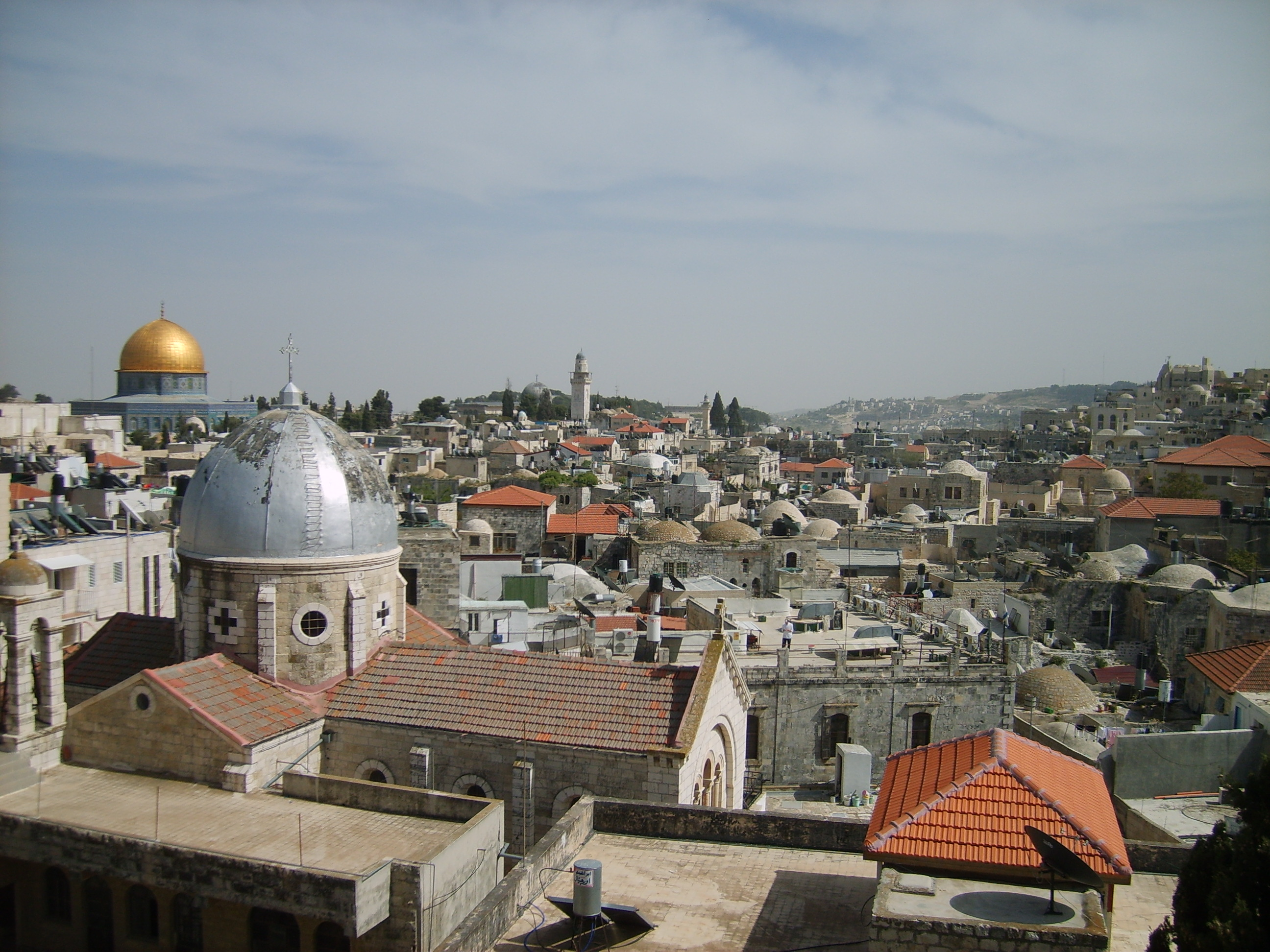
古い街並みを残す旧市街

旧市街はユダヤ教・イスラム教・キリスト教の聖地であり、嘆きの壁や聖墳墓教会、岩のドームといった各宗教縁の施設を訪れる人々が絶えない。旧市街は城壁に囲まれ、東西南北に宗派ごとで四分割されている。北東はムスリム地区、北西はキリスト教徒地区、南西はアルメニア正教徒地区、南東はユダヤ人地区となっている。現在の城壁はオスマン皇帝スレイマン1世によって建設されたものである。城壁には北側中央にあるダマスクス門から時計回りに、ヘロデ門、獅子門、黄金門、糞門、シオン門、ヤッフォ門、新門の八つの門があり、ここからしか出入りができない。19世紀に作られた新門以外はスレイマン時代より存在する門である。
嘆きの壁はユダヤ人地区の東端にある。嘆きの壁の上はムスリム地区に属し、神殿の丘と呼ばれる、かつてのエルサレム神殿の跡で、ここにはイスラム教の聖地アル＝アクサー・モスクやイスラーム建築の傑作とされる岩のドームが建っている。
旧市街がヨルダン領であった時代にはユダヤ人は旧市街より追放され、イスラエルからは限られた時期にアラブ人のみが入国することができた。このため、イスラエルのユダヤ人は嘆きの壁を訪れることができなかった。1967年にイスラエルが旧市街を占領したことによって、イスラエルのユダヤ人は再び聖地を訪れることが可能となった。一方、イスラエルにはアラブ人のイスラム教徒が一定数存在していたため、イスラエル統治下ではイスラム教徒が聖地を訪れることは可能となった。しかし、現在でもイスラエルと国交のないアラブ国家は多く、そういった国の国民であるイスラム教徒はイスラエルに入国できないため、エルサレムにも行くことはできない。
旧市街は「エルサレムの旧市街とその城壁群」の名で1981年に世界遺産に登録された（ヨルダンによる申請）。

### 西エルサレム

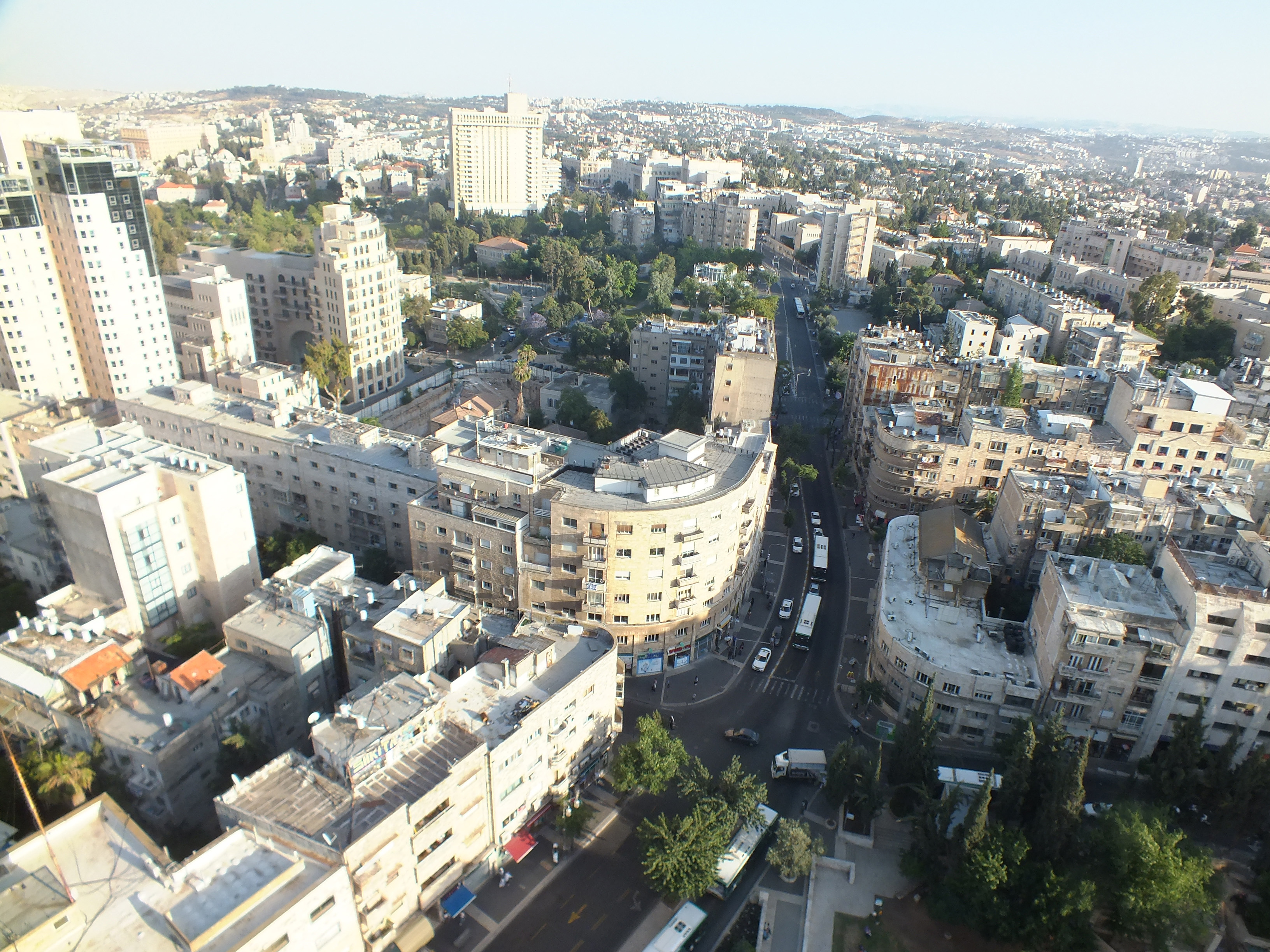
近代的な建物が並ぶ新市街

元々のパレスチナ人の村の跡地にはナビー・アカシャ・モスクのような建物も残るが、西側は新市街と呼ばれる近代的な都市で、1949年以前のエルサレム市域の80%を占める。1950年にイスラエルが西エルサレムを占領するとテルアビブより首都機能が移され、ヘブライ大学、イスラエル博物館、ハイテク工業団地や国会、各省庁などが立地する、イスラエルの政治・文化の中心となった。ただし、国防省に関しては、軍事的な観点で、エルサレムではなくテルアビブに立地している。メインストリートは旧市街のヤッフォ門から北西に伸びるヤッフォ通りで、市庁舎や市場、西端には中央バスターミナルがあり、ライトレールも走っている。途中のシオン広場から西へ延びるベン・イェフダ通りは繁華街となっている。西エルサレムの北東にあるメーアー・シェアーリームはユダヤ教超正統派の町として知られ、東欧やロシアから移住して来た当時のたたずまいを残す町並みとなっている。エルサレムの西端には国立共同墓地であるヘルツルの丘があり、テオドール・ヘルツルやレヴィ・エシュコル、ゴルダ・メイア、イツハク・ラビンなどが埋葬されている。この丘の西側にはホロコースト博物館であるヤド・ヴァシェムが立っている。

## 歴史

### 初期
紀元前30世紀頃、カナンと呼ばれていた土地において古代セム系民族がオフェルの丘に集落を築いたのが起源とされている。エルサレムの地名は古代エジプトの記録（アマルナ文書）などにまず見られる。その頃は、国家ではなく半遊牧民や農村民のような存在であり、古代エジプトの属国でもあったとされる。古代エジプトの衰退後、この地域には多くの独立した王国が誕生した。旧約聖書では、紀元前1000年頃に成立したヘブライ王国の首都とされているが、統一王朝の史実性は乏しい。その後、王国は南北に分裂、エルサレムはユダ王国の都となった。2つの王国の存在は、テル・ダン石碑などにより確認されている。紀元前722年に新アッシリア帝国がイスラエル王国を滅ぼすと、発生した難民の流入により、エルサレムの人口は急増した。ユダ王国は新アッシリア帝国の属国となることで存続した。この頃の遺跡として、ヒゼキヤ王時代の水路がある。
その後、エルサレムは300年以上ユダ王国の都として存続したものの、王国は紀元前597年に新バビロニア王国の支配下に入り、新バビロニア王ネブカドネザル2世によってエルサレムは攻撃を受けた。エホヤキン王を含む貴族が捕虜としてバビロンに移送された。次いで、紀元前586年7月11日、ユダ王国は完全に滅ぼされ、エルサレムの神殿ならびに都市も破壊され、住民はすべてバビロンへと連行された。これらはバビロン捕囚と呼ばれるが、実際の捕囚人数は不明である。また、聖書記述における最高捕囚人数は20,000人であるが、考古学的発掘と調査によりバビロニアによる滅亡前のユダの人口は約75,000人であったと推定されるため、バビロンに追放されたのは最高でも25%で、残りの大多数がユダに留まったと推察されている。

### 再建と再破壊

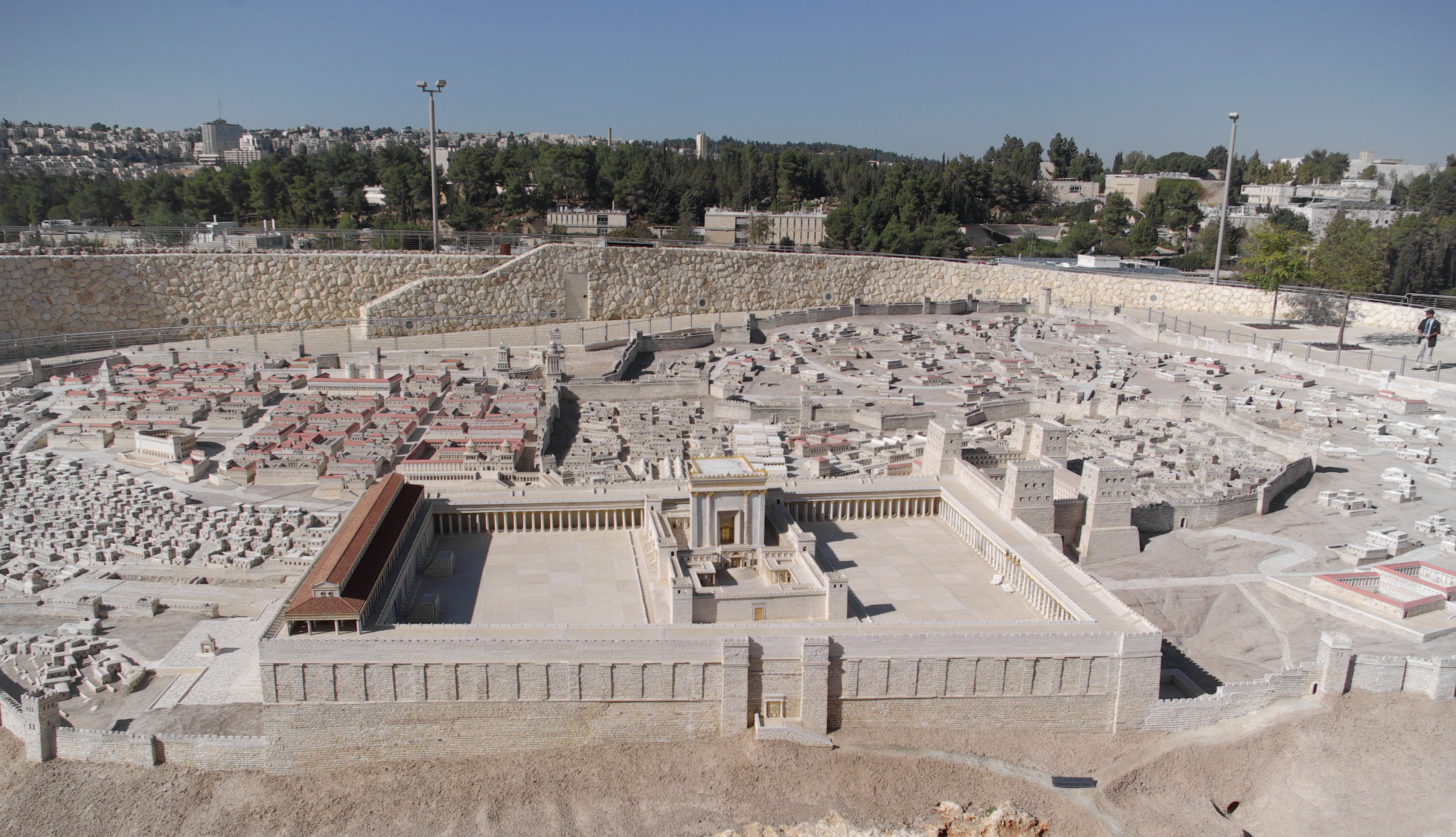
考古学を元に再現された1世紀のエルサレム

紀元前539年に新バビロニアがアケメネス朝ペルシアに滅ぼされると、ペルシア王キュロス2世はユダヤ人のエルサレムへの帰還を認め、エルサレムは再建された。紀元前515年にエルサレム神殿も再建（第二神殿）された。紀元前332年のガザ包囲戦でアレクサンドロス3世が勝利し、大きな歴史の画期となった。それ以降エルサレムはアレクサンドロス帝国、セレウコス朝シリアの支配下となった。紀元前140年頃にはユダヤ人がハスモン朝を建てて自立したものの、ローマ帝国の影響が強まり、紀元前37年にはローマの宗主権のもと、ヘロデ大王によってヘロデ朝が創始され、ローマの支配下におかれた。ヘロデは第二神殿をほぼ完全に改築し、ヘロデ神殿と呼ばれる巨大な神殿を建設した。
この後は6年にユダヤ属州が創設され、州都はカイサリアに置かれたが、エルサレムは宗教の中心として栄え続けた。この頃、イエス・キリストがエルサレムに現れ、30年ごろに属州総督ポンティウス・ピラトゥスによって処刑されたとされる。
しかし、66年にはユダヤ戦争が勃発し、ユダヤ人はエルサレムに拠って抵抗したものの、エルサレム攻囲戦 (70年) によってエルサレムは陥落し、徹底的に破壊され、ほとんどのユダヤ人が殺害・奴隷化された。これ以後、それまでユダヤ人への配慮からカイサリアに置かれていたローマ軍団がエルサレムへと駐屯するようになり、エルサレムにはユダヤ人の居住は禁止された。ハドリアヌスの治世になるとエルサレムの再建が計画されたものの、ユダヤ神殿の跡にユーピテルの神殿を築き、都市名をアエリア・カピトリナと改名することを知ったユダヤ人は激怒し、132年にバル・コクバの乱を起こしたが鎮圧された。エルサレムはローマ植民市アエリア・カピトリナとして再建された。
その結果、エルサレムを追われ、離散（ディアスポラ）することになったユダヤ人たちは、エルサレム神殿での祭祀に代り、律法の学習を拠り所とするようになった。

### キリスト教とイスラム教の聖地化

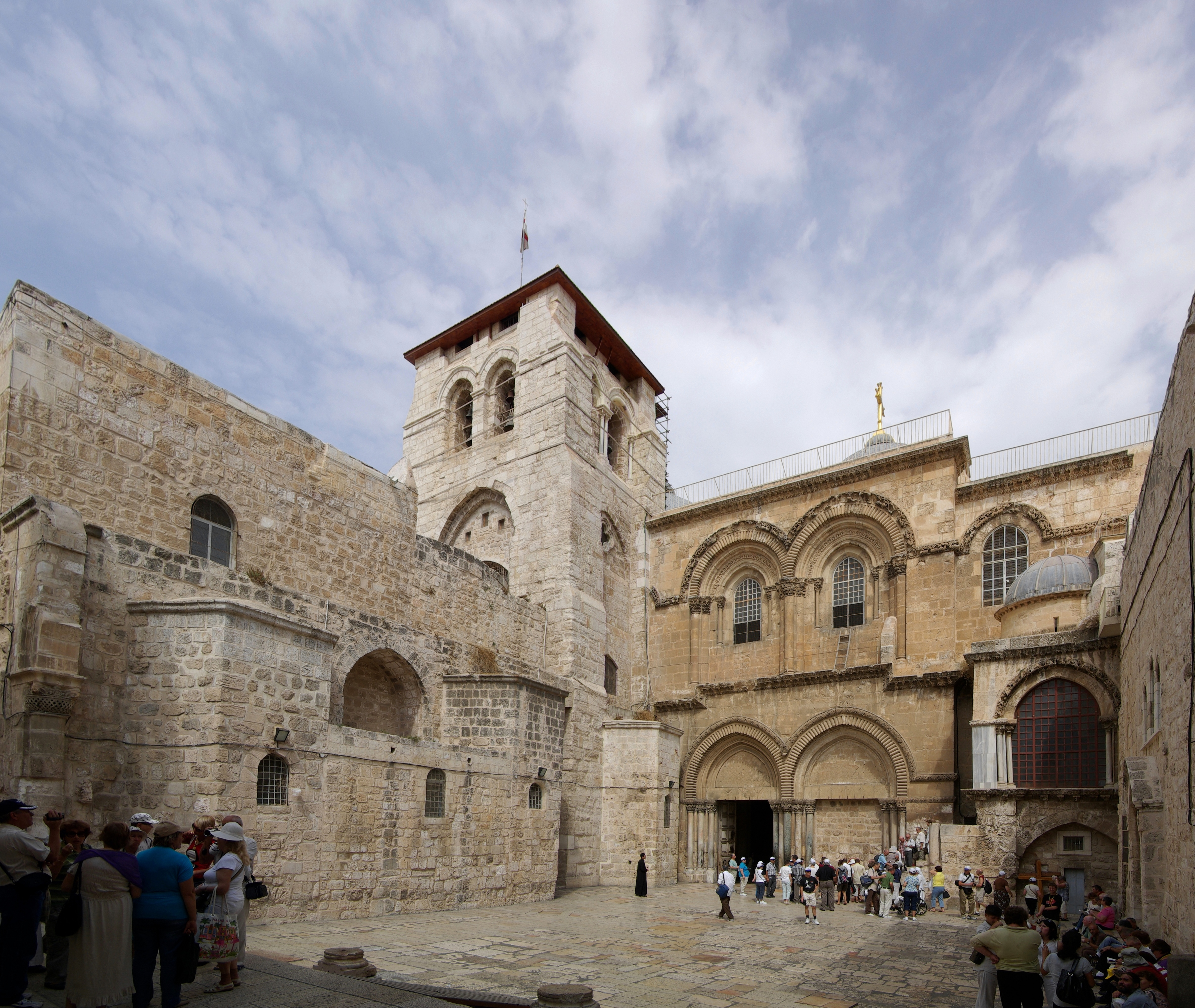
聖墳墓教会

313年にはローマ帝国がミラノ勅令によってキリスト教を公認し、320年ごろにコンスタンティヌス1世の母太后である聖ヘレナが巡礼を行ったことで、エルサレムはキリスト教の聖地化した。市名は再びエルサレムに戻され、聖墳墓教会が立てられた。ユリアヌス帝の時代には、ユダヤ人のエルサレムへの居住が許可されるようになった。
638年、アラブ軍による征服でエルサレムはイスラーム勢力の統治下におかれた。イスラームはエルサレムを第三の聖地としており、7世紀末に岩のドームが建設された。970年より、シーア派を掲げるファーティマ朝の支配下に入った。しかし、11世紀後半に大飢饉などによりファーティマ朝が弱体化すると、この地をスンナ派のセルジューク朝が占領した。この征服を率いた軍人アトスズは、占領時に略奪や異教徒を含む住民の虐殺などを禁止しており、エルサレムの平安は維持されていた。

### 十字軍

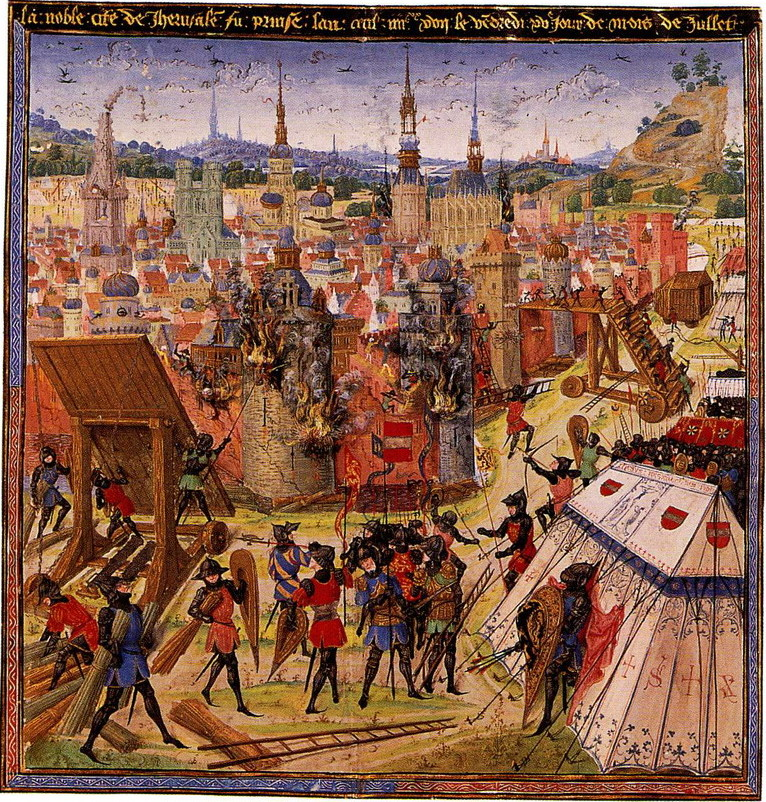
十字軍のエルサレム攻略

1098年にファーティマ朝が再びエルサレムを奪回する。しかし、翌年には第一次十字軍の軍勢がエルサレムになだれ込み、多くのムスリムやユダヤ教徒の住民を虐殺した（エルサレム攻囲戦）。そして、1099年にエルサレム王国を成立させた。ムスリムやユダヤ人はエルサレムへの居住を禁止され、エルサレムはキリスト教徒の町となった。しかし、12世紀後半にアイユーブ朝のスルタンであるサラーフッディーンがエルサレムを奪回し、再びイスラーム勢力の支配下に入った。このときカトリックは追放されたものの、正教会やユダヤ人の居住は許可された。1229年、当時のイスラーム側における内部対立にも助けられ、神聖ローマ皇帝フリードリヒ2世は、アイユーブ朝スルタンのアル＝カーミルとの交渉によってエルサレムの譲渡を認めさせた。
それ以後はマムルーク朝やオスマン帝国の支配下に置かれた。

### シオニズム
19世紀後半に入るとヨーロッパに住むユダヤ人の間でシオニズムが高まりを見せ、パレスチナへのユダヤ人の移住が急増した。中でも特に移住者が多かったのは聖都エルサレムであり、19世紀後半にはエルサレムではユダヤ人が多数派を占めるようになっていた。1892年には地中海沿岸から鉄道が開通し、人口はさらに増加した。第一次世界大戦でオスマン帝国が敗れると、この地域は大英帝国・国際連盟によってユダヤ人シオニストのハーバート・サミュエル卿が高等弁務官として治めるイギリス委任統治領パレスチナとなり、エルサレムにその首都が置かれた。このことでエルサレムの政治的重要性がさらに増す一方で、委任統治領政府はエルサレムの近代化に力を入れ、1925年にはヘブライ大学も開学した。

### イスラエル建国
第二次世界大戦後の1947年に国際連合のパレスチナ分割決議において、パレスチナの56.5%の土地をユダヤ国家、43.5%の土地をアラブ国家とし、エルサレムを国連の永久信託統治とする案が決議された。この決議を基にイスラエルが独立宣言をするが、直後に第一次中東戦争が勃発。1949年の休戦協定により西エルサレムはイスラエルが、旧市街を含め東エルサレムをヨルダンが統治することになり、エルサレムは1949年停戦ライン（グリーンライン）で東西に分断された。1967年6月の第三次中東戦争（六日間戦争）を経て、ヨルダンが統治していた東エルサレムは現在までイスラエルの実効支配下にある。イスラエルは東エルサレムの統合を主張しており、また、第三次中東戦争による「再統合」を祝う「エルサレムの日」を設けている（ユダヤ暦からの換算になるため、グレゴリオ暦では毎年変動がある。2010年は5月12日が「エルサレムの日」であった）。
イスラエルは東エルサレムの実効支配を既成事実化するため、ユダヤ人入植を精力的に進めており、2010年時点で入植者は20万人を超える。イスラエルは今後の数年間で、先の1600戸を合わせ5万戸の入植を計画している。一方、エルサレム市当局は、パレスチナ人の住居が無許可であるとの理由で、しばしばその住居を破壊している。

## 宗教とエルサレム

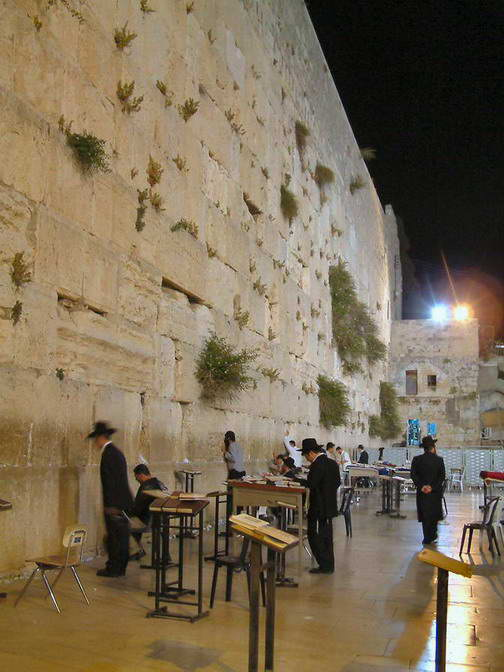
嘆きの壁

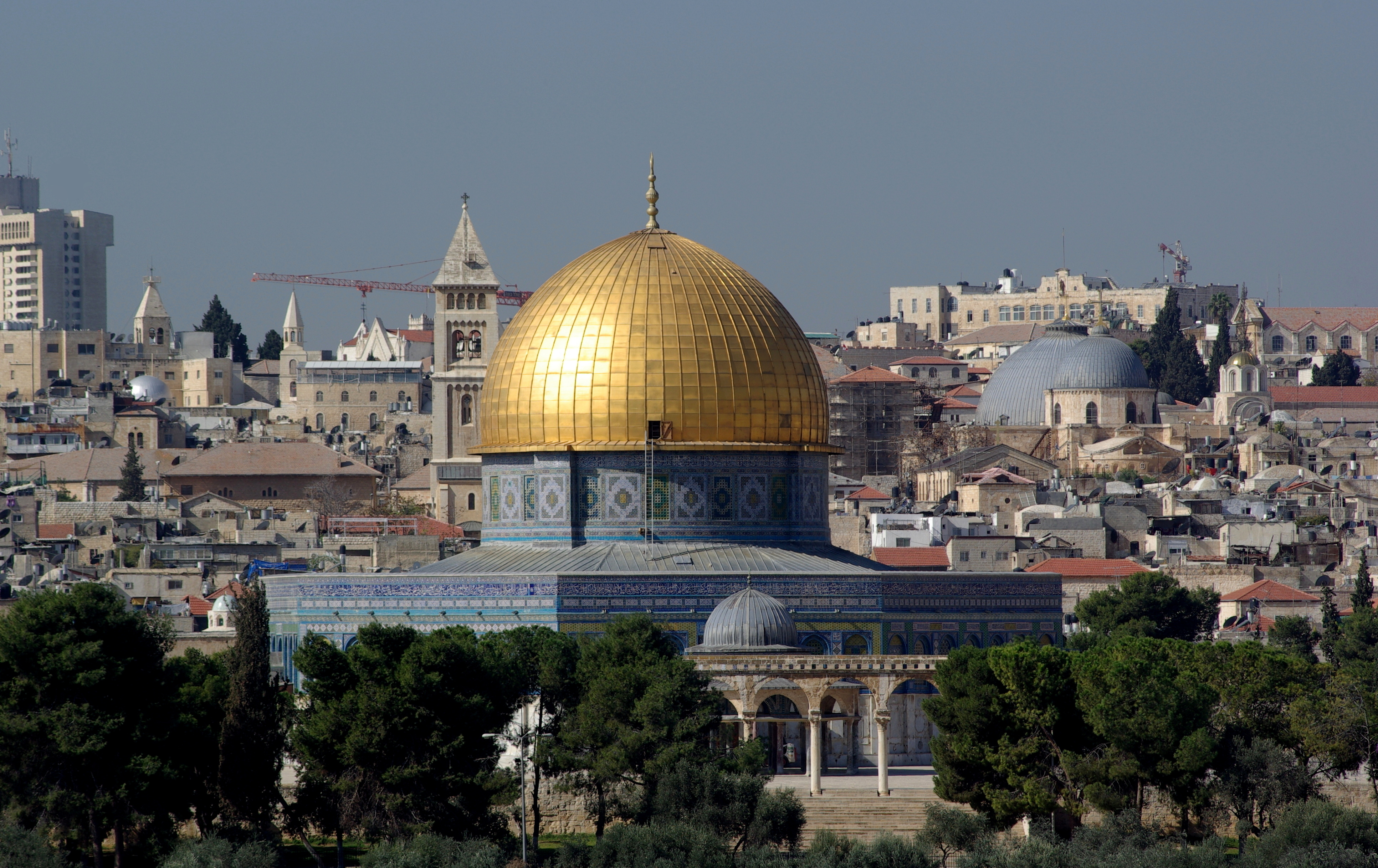
岩のドーム

エルサレムは単に地理的に要所であるのではなく、アブラハムの宗教全ての聖地であることが最大の問題である。このことがエルサレムの帰属をめぐる紛争の火種となっており、パレスチナ問題の解決を一層困難にしている。
- ユダヤ教にとっては、エルサレムはその信仰を集めていたエルサレム神殿が置かれていた聖地であり、ユダ王国の首都であった場所でもある。現在でも幾つかの神聖とされる場所が残っている。中でも嘆きの壁は有名で、これは70年にローマ帝国がエルサレム神殿を破壊した時に外壁の一部が残されたものである。将来的にメシア（救世主）の預言が成就し、メシアの王国の首都エルサレムに神殿が再建された時に「地のすべての国々はエルサレムに集まって来る」こと（ゼカリヤ書12章）を信じている。
- キリスト教にとっては、エルサレムはイエス・キリストが教えを述べ、そして処刑され、埋葬され、復活した場所である。それらの遺跡とされる場所には、現在はそれぞれ教会が建っている。イエスこそがユダヤ教の聖書（旧約聖書）に預言されたメシアで、新約聖書の黙示録には、将来的にエルサレムは再臨したイエスが治める王国の首都となると記されている。
- イスラム教にとっては、エルサレムはムハンマドが一夜のうちに昇天する旅を体験した場所とされる。コーランは、メディナに居住していたムハンマドが、神の意志により「聖なるモスク」すなわちメッカのカアバ神殿から一夜のうちに「遠隔の礼拝堂」までの旅をしたと語っている（17章1節）。しかし、これがユダヤ人のエルサレム神殿のあった場所と読み替えられるようになったのはムハンマドの死後100年程経った頃である。伝承によると、ムハンマドは「遠隔の礼拝堂」の上の岩から天馬に乗って昇天し、神の御前に至ったのだという。この伝承から、ウマイヤ朝の時代にはエルサレム神殿跡の丘の上に岩のドームが築かれ、そこからムハンマドが昇天したということになった。その後、丘の上には「遠隔の礼拝堂」を記念するアル＝アクサー・モスクが建設されたが、エルサレムがイスラム教の「聖地」として現在のように重要視され始めたのは20世紀に入ってからのことである。また、エルサレムは、メッカ及びメディナと同格の聖地ではない。なぜならメッカとメディナは「禁域」の聖地とされ、異教徒の立ち入りや、樹木の伐採や狩猟すら禁止されているからである。これには、エルサレムが、ムハンマドの時代には東ローマ帝国の支配下にあり、「禁域」となり得なかったという事情がある。第2代のカリフであるウマルが東ローマ帝国から引き渡された後も、エルサレムが「禁域」とされることはなく、キリスト教徒とユダヤ教徒、ムスリムが共存する異教徒禁制とは無縁な国際的な宗教都市としてして現在に至っている。

## 人口
エルサレムは19世紀後半よりユダヤ人の方がアラブ人よりも常に人口で上回っており、1949年にエルサレムが東西に分割されるとその傾向はさらに強まった。東エルサレムは経済の伸び悩んだヨルダン領にあった上、首都はアンマンに置かれてエルサレムの開発は進められず、人口は停滞した。一方、イスラエル側の西エルサレムは独立後すぐに首都が移され、イスラエルの政治の中心として大規模な開発が進められたため、人口が急増した。1967年に東エルサレムがイスラエルに占領されると多くのアラブ人がエルサレムから流出し、その差はさらに開いた。1967年にはユダヤ人はエルサレムの人口の74.6%を占め、アラブ人は25.4%に過ぎなかった。イスラエルは占領後旧ヨルダン領にあった28の地方自治体をエルサレムに統合したが、その地区にはユダヤ人の大規模入植地が建設され、多くのユダヤ人が流入した。しかしエルサレムのアラブ人の出生率は高く、ユダヤ人入植地の大量建設をもってしても人口比率を増やすことはできなかった。2007年には、エルサレムのアラブ人の割合は34%にまで伸び、ユダヤ人の比率は66%にまで落ちた。このままの人口推移が続けば、2035年にはエルサレムの人口比率はユダヤ人とアラブ人がほぼ同数になると考えられている。
また、エルサレムはユダヤ教の中心都市であるため、国内比率に比べてユダヤ教超正統派の占める割合が非常に高く、エルサレム人口の3分の1を占めており、なお増加中である。

## 首都問題

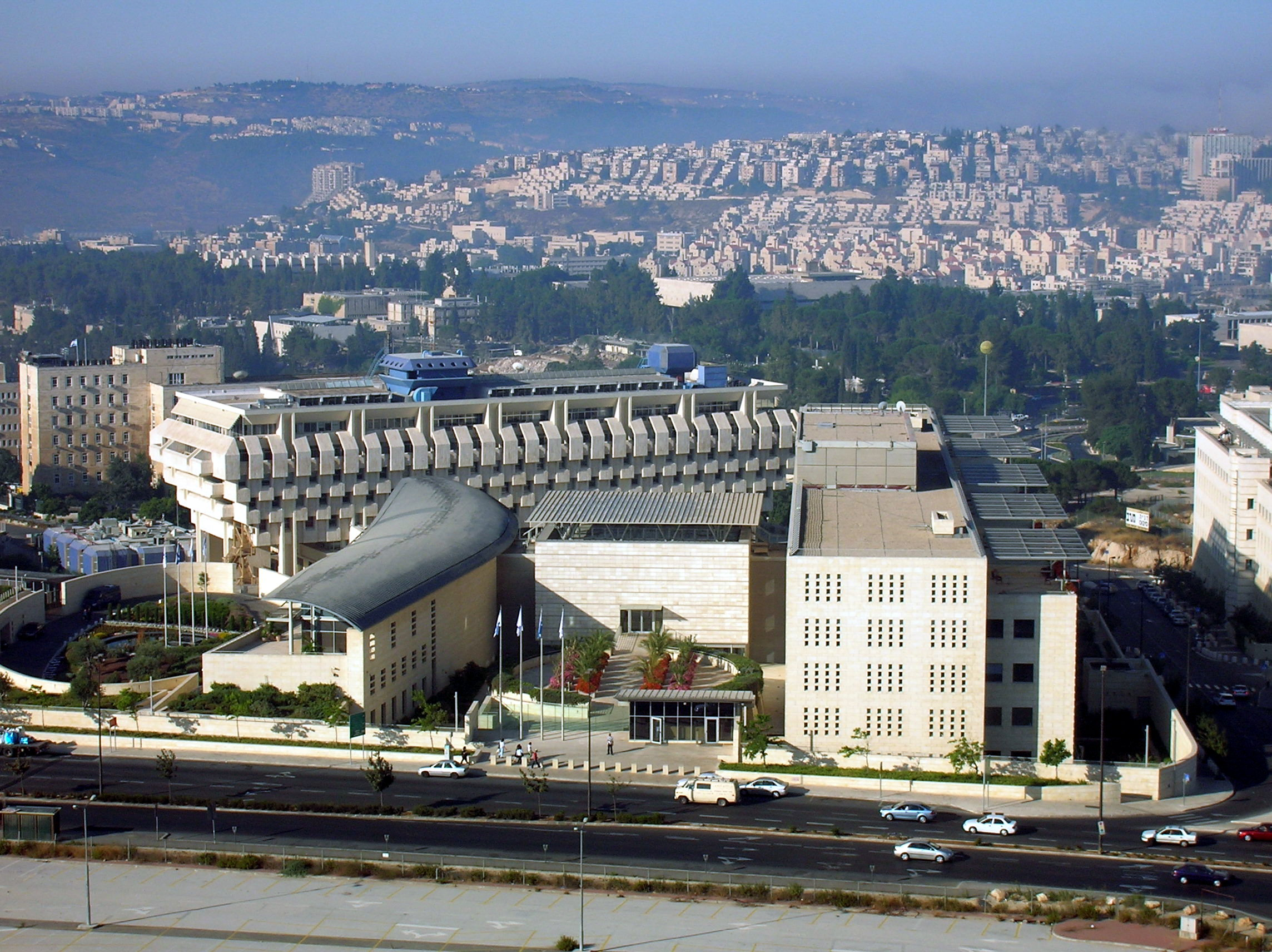
西エルサレムに建てられた外務省庁舎

エルサレムは、古くより三つの宗教の聖地として栄えたが、経済的には必ずしも重要な位置を占めてきたわけではない。そのためエルサレムを領土に収めた代々の国家のうち、エルサレムを首都としてきた国家はほとんどない。
古代のユダ王国や、十字軍国家であるエルサレム王国を除いては、エルサレムは一地方都市にとどまっていた。しかし宗教的には非常に重要な土地であり、イギリスの委任統治領時代に首都がおかれたこともあって、政治的重要性も増した。現在においても、エルサレムは、議会や首相府、中央省庁などがある政治と文化の中心であり、イスラエル最大の都市である。
しかし第二次世界大戦後、イスラエル建国・第一次中東戦争などによってパレスチナ問題が起こると、歴史的経緯により国家の正統性にも関わるエルサレムの領有問題も、にわかに浮上する。第一次中東戦争の休戦協定により、エルサレムが東西を分断された後、西エルサレムを占領したイスラエルは、1950年に議会でエルサレムを首都と宣言して、テルアビブの首都機能を西エルサレムに移転。その後、1967年の第三次中東戦争でイスラエルが東西ともに占領し、1980年には、改めてイスラエル議会により、統一エルサレムはイスラエルの不可分・永遠の首都であると宣言するエルサレム基本法案を可決した。
イスラエルによる統一エルサレムの首都宣言に対し、国際連合安全保障理事会は「イスラエルの統一エルサレムの首都宣言は無効だとして破棄すべきものである」「エルサレムに外交使節を設立している国際連合加盟国は外交使節を、エルサレムから撤収させる」とする国際連合安全保障理事会決議478を可決し（アメリカ合衆国は拒否権を発動せずに棄権）、国際連合総会は東エルサレムの占領を非難し、その決定の無効を143対1（反対はイスラエルのみ、棄権は米国など4）で決議した。
1967年までは、13カ国の大使館が西エルサレムに置かれていたが、イスラエルによる東エルサレムの併合に抗議して、これらの国家も大使館を移転。一度は大使館を移転したものの、エルサレムに大使館を再び置いたコスタリカ（1982年から）とエルサルバドル（1984年から）も2006年に大使館を移転した。国連加盟各国は、イスラエル建国初期に首都機能があったテルアビブに大使館を集中して置いている。
1993年のオスロ合意では、エルサレムの最終的地位については、イスラエルとパレスチナが話し合って決めることとされた。
2009年、欧州連合（EU）議長国のスウェーデンは、エルサレムをイスラエル、パレスチナ自治政府、両方の首都とするよう求める発議を行った。イスラエルはこれに反発し、EU加盟各国に抗議を行った。
アメリカ合衆国は、二大政党である民主党と共和党は、党綱領でエルサレムをイスラエルの首都と認めており、1995年にアメリカ合衆国議会で、大使館のエルサレム移転を求めるエルサレム大使館法が可決・成立された。しかし、歴代のアメリカ合衆国大統領（クリントン、ブッシュ、オバマ）は、大使館移転は中東和平実現の障害になるとの観点から、法律で認められた条項を根拠に半年ごとに実施を延期してきた。
2016年のアメリカ合衆国大統領選挙では「駐イスラエル大使館のエルサレム移転」を公約したドナルド・トランプが当選し、2017年6月には前述の法案実施について半年延期したものの、同年12月6日には、エルサレムをイスラエルの首都と認定して、テルアビブにある大使館をエルサレムに移転する手続きを始めるよう指示したことを正式に表明した（エルサレムをイスラエルの首都とするアメリカ合衆国の承認）。なおトランプは「エルサレムの最終的な地位については、イスラエルとパレスチナの当事者間で解決すべきで、米国は特定の立場を取らない」とした。
この決定の撤回を求める決議が、2017年12月21日（日本時間22日未明）に開かれた国際連合総会で採択された（賛成128カ国、反対9カ国、棄権35カ国、欠席21カ国）。
2018年5月14日、アメリカ合衆国が駐イスラエル大使館を公式にエルサレムに移転した。これを受けてガザ地区とイスラエルの国境沿いでパレスチナ市民がデモを行い、イスラエル軍がパレスチナ市民61人を殺害した。2018年3月30日から5月19日現在までに、ガザ地区との国境において、118人のパレスチナ市民がイスラエル軍により殺害されている。

### それぞれの態度（国連・EU・各国）
国連：1947年11月29日に合意された国連総会決議181「パレスチナ分割決議（パレスチナぶんかつけつぎ 、英: United Nations Partition Plan for Palestine）」は、当時のパレスチナ問題を解決するために出された国連総会決議。この案は「経済同盟を伴う分割案（Plan of Partition with Economic Union）」と述べられ、イギリスの委任統治を終わらせアラブ人とユダヤ人の国家を創出し、エルサレムを特別な都市とすることとなっていた。1947年11月29日国際連合総会において、この案の採用と実施を勧告する決議が決議181号として採択された。

## 気候
エルサレムは地中海性気候に区分されており、冬に一定の降水があるが夏は日ざしが強く乾燥する。冬には1、2度の軽い降雪があるが、平均すると3、4年ごとにまとまった雪が降る。1月が1年で最も寒い月で、最も暑いのは7月と8月である。昼夜の寒暖差が大きいため、大抵は夏でさえ晩には涼しくなる。年平均降水量は590mm程度で、そのほとんどは10月から5月の間に降る。
| エルサレム (1881–2007)の気候         | エルサレム (1881–2007)の気候 | エルサレム (1881–2007)の気候 | エルサレム (1881–2007)の気候 | エルサレム (1881–2007)の気候 | エルサレム (1881–2007)の気候 | エルサレム (1881–2007)の気候 | エルサレム (1881–2007)の気候 | エルサレム (1881–2007)の気候 | エルサレム (1881–2007)の気候 | エルサレム (1881–2007)の気候 | エルサレム (1881–2007)の気候 | エルサレム (1881–2007)の気候 | エルサレム (1881–2007)の気候 |
| 月                                   | 1月                          | 2月                          | 3月                          | 4月                          | 5月                          | 6月                          | 7月                          | 8月                          | 9月                          | 10月                         | 11月                         | 12月                         | 年                           |
| ------------------------------------ | ---------------------------- | ---------------------------- | ---------------------------- | ---------------------------- | ---------------------------- | ---------------------------- | ---------------------------- | ---------------------------- | ---------------------------- | ---------------------------- | ---------------------------- | ---------------------------- | ---------------------------- |
| 最高気温記録 °C （°F）               | 23.4 (74.1)                  | 25.3 (77.5)                  | 27.6 (81.7)                  | 35.3 (95.5)                  | 37.2 (99)                    | 36.8 (98.2)                  | 40.6 (105.1)                 | 44.4 (111.9)                 | 37.8 (100)                   | 33.8 (92.8)                  | 29.4 (84.9)                  | 26 (79)                      | 44.4 (111.9)                 |
| 平均最高気温 °C （°F）               | 11.8 (53.2)                  | 12.6 (54.7)                  | 15.4 (59.7)                  | 21.5 (70.7)                  | 25.3 (77.5)                  | 27.6 (81.7)                  | 29.0 (84.2)                  | 29.4 (84.9)                  | 28.2 (82.8)                  | 24.7 (76.5)                  | 18.8 (65.8)                  | 14.0 (57.2)                  | 21.5 (70.7)                  |
| 日平均気温 °C （°F）                 | 9.1 (48.4)                   | 9.5 (49.1)                   | 11.9 (53.4)                  | 17.1 (62.8)                  | 20.5 (68.9)                  | 22.7 (72.9)                  | 24.2 (75.6)                  | 24.5 (76.1)                  | 23.4 (74.1)                  | 20.7 (69.3)                  | 15.6 (60.1)                  | 11.2 (52.2)                  | 17.5 (63.5)                  |
| 平均最低気温 °C （°F）               | 6.4 (43.5)                   | 6.4 (43.5)                   | 8.4 (47.1)                   | 12.6 (54.7)                  | 15.7 (60.3)                  | 17.8 (64)                    | 19.4 (66.9)                  | 19.5 (67.1)                  | 18.6 (65.5)                  | 16.6 (61.9)                  | 12.3 (54.1)                  | 8.4 (47.1)                   | 13.5 (56.3)                  |
| 最低気温記録 °C （°F）               | −6.7 (19.9)                  | −2.4 (27.7)                  | −0.3 (31.5)                  | 0.8 (33.4)                   | 7.6 (45.7)                   | 11 (52)                      | 14.6 (58.3)                  | 15.5 (59.9)                  | 13.2 (55.8)                  | 9.8 (49.6)                   | 1.8 (35.2)                   | 0.2 (32.4)                   | −6.7 (19.9)                  |
| 雨量 mm （inch）                     | 133.2 (5.244)                | 118.3 (4.657)                | 92.7 (3.65)                  | 24.5 (0.965)                 | 3.2 (0.126)                  | 0 (0)                        | 0 (0)                        | 0 (0)                        | 0.3 (0.012)                  | 15.4 (0.606)                 | 60.8 (2.394)                 | 105.7 (4.161)                | 554.1 (21.815)               |
| 平均降雨日数                         | 12.9                         | 11.7                         | 9.6                          | 4.4                          | 1.3                          | 0                            | 0                            | 0                            | 0.3                          | 3.6                          | 7.3                          | 10.9                         | 62                           |
| % 湿度                               | 72                           | 69                           | 63                           | 58                           | 41                           | 44                           | 52                           | 57                           | 58                           | 56                           | 61                           | 69                           | 58.3                         |
| 平均月間日照時間                     | 192.2                        | 226.3                        | 243.6                        | 267.0                        | 331.7                        | 381.0                        | 384.4                        | 365.8                        | 309.0                        | 275.9                        | 228.0                        | 192.2                        | 3,397.1                      |
| 出典1：Israel Meteorological Service |                              |                              |                              |                              |                              |                              |                              |                              |                              |                              |                              |                              |                              |
| 出典2：香港天文台より日照時間データ  |                              |                              |                              |                              |                              |                              |                              |                              |                              |                              |                              |                              |                              |

## 経済

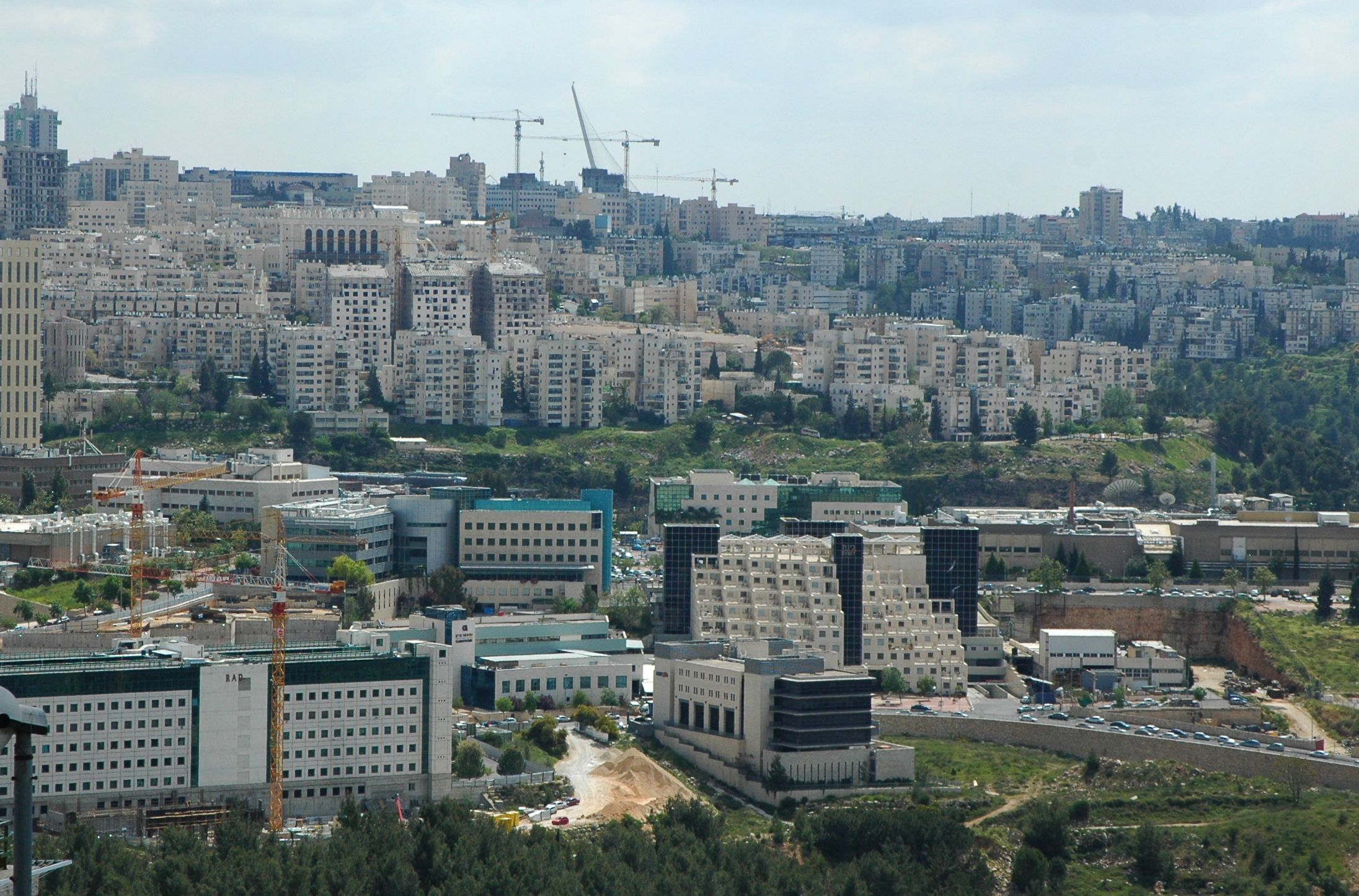
ハーホツビムの産業団地

エルサレムはイスラエル最大の都市ではあるが、経済や産業の中心はテルアビブにあり、エルサレムの主な産業は政府関係や大学などの公的サービス、ならびに世界各地から訪れる観光客や巡礼客相手の観光産業であり、第三次産業が大きな割合を占める。エルサレムにはイスラエルの政府機能が置かれ、これがエルサレムの都市としての成長を促した。一方で、エルサレムの住民は、パレスチナ人やユダヤ教超正統派といった、あまり豊かでないグループの割合が大きい。そのうえ目立った産業が少なく、限られた雇用も政府関係が主であることから、エルサレムの貧困率は高く、2004年にはエルサレムの人口がイスラエル全体の10.27%だったのに対し、エルサレムの貧困人口は全国の19.29%を占めた。

## 交通

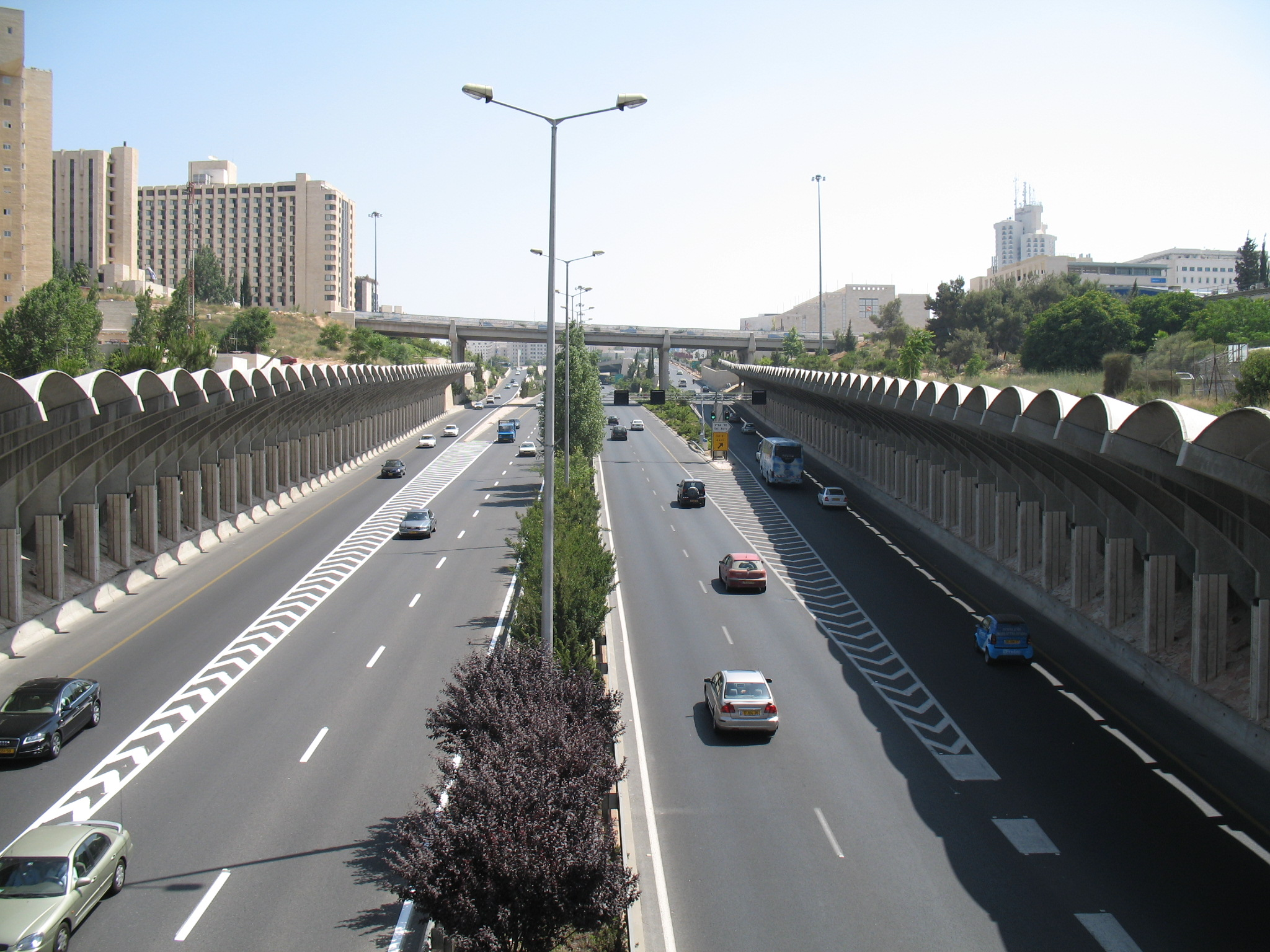
ベギン・ロード

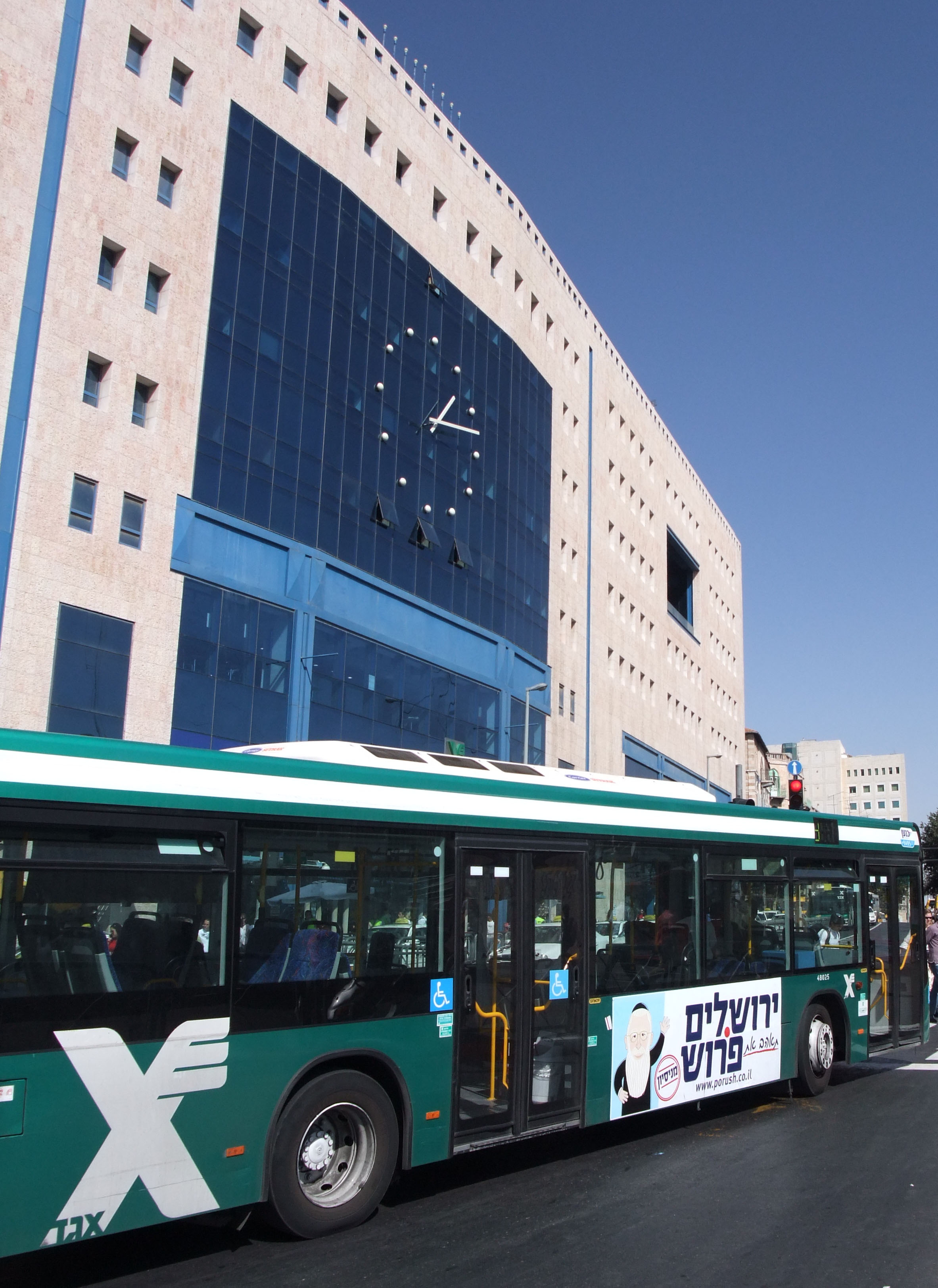
エルサレム中央バスステーション

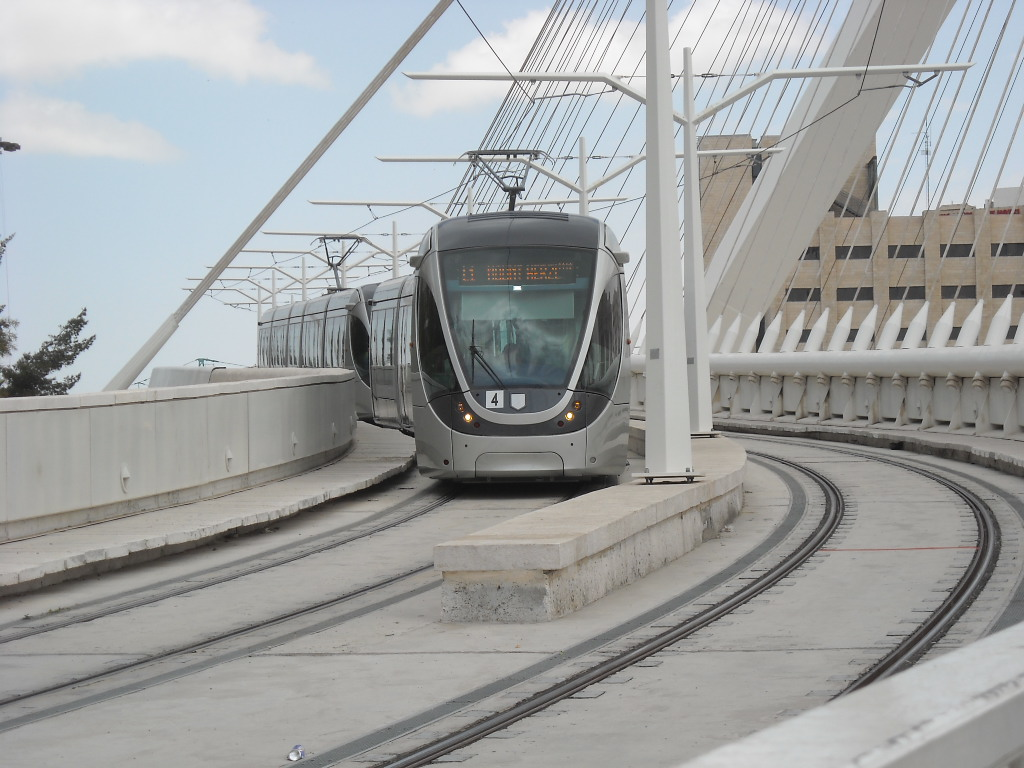
エルサレム・ライトレール

テルアビブ・エルサレム間は高速道路で1時間、エゲッドバスが急行で1時間3本程度テルアビブの中央バスセンターから出ている。
エルサレム市内はエゲッドバスが網羅している。エゲッドバスはヤッファ通り西端にあるエルサレム中央バスセンターに発着し、そこからヨルダン川西岸を抜け、死海沿岸を通りゴラン高原方面へ北上するものや、同じく死海沿岸のリゾート地を通ってネゲブ方面へ南下するもの、テルアビブやハイファなど国内主要都市へ向けて走るものなど、国内全域に路線網がある。
鉄道は、市内郊外のエルサレム・マルハ駅とロード、テルアビブを1時間半で結ぶ路線（テルアビブ＝エルサレム線）があったが、2018年に高速新線が開通して市内中心部の地下80mの深さに作られたエルサレム・イツハク・ナヴォン駅までを結んでいる。ベン・グリオン国際空港からの所要時間は30分ほどである。
ユダヤ人居住地の西エルサレムとアラブ人居住地の東エルサレムでは市内バスの運行会社が異なっており、西エルサレムはエゲットバス、東エルサレムはアラブバスが運行されている。ユダヤ人はアラブバスはほとんど利用しない。
- エルサレム・ライトレール･･･2011年12月1日にはライトレールが、西のヘルツルの丘から中央バスステーション、ヤッファ通りを抜け、旧市街北西をかすめて東エルサレムへと向かう路線の営業開始。途中のエルサレム中央バスステーション駅ではイスラエル鉄道のエルサレム・イツハク・ナヴォン駅（英語版）に接続している。

## 観光
- 岩のドーム
- 聖墳墓教会
- シロアムの池（キリストが奇跡を起こした池）
- ギホンの泉
- ヒゼキヤの水道
- リベルテンの会堂（リベルテンのシナゴーグ）
- ヒッポドローム（ヒッポドロームのオベリスク）
- フルダ門、糞門など
- ヤド・ヴァシェム（ホロコースト記念館）
- イスラエル博物館（聖書館を含む）
- ロックフェラー博物館

## 教育
1925年に開校されたイスラエルの最高学府であるヘブライ大学を始めとする多くの大学があり、大学都市としての一面もある。ヘブライ大学のキャンパスは開校時はエルサレム東郊（現東エルサレム）のスコーパス山にあったが、第一次中東戦争によってこのキャンパスは飛び地となった ため、西エルサレムのギブアット・ラムに新キャンパスを建設した。第三次中東戦争によって飛び地状態が解消するとスコーパスキャンパスが復旧され、現在では人文系のスコーパスキャンパスと自然科学系のギブアット・ラムキャンパスの2つのキャンパスがある。他にも、ベツァルエル美術デザイン学院やエルサレム工科大学などといった単科大学が存在している。

## スポーツ
サッカーのイスラエル・プレミアリーグの有力チームのひとつであるベイタル・エルサレムFCが、西エルサレム南西部のテディ・スタジアムを本拠地としている。
グランツールと呼ばれる自転車競技(ロードレース)世界三大大会、ジロ・デ・イタリアが2018年にエルサレムにて開幕。

## 友好都市
- 綾部市（日本・京都府）
- ニューヨーク市（アメリカ合衆国・ニューヨーク州）
- トレド市（スペイン・カスティーリャ＝ラ・マンチャ州）
- グラスゴー市（イギリス・スコットランド）

## 画像

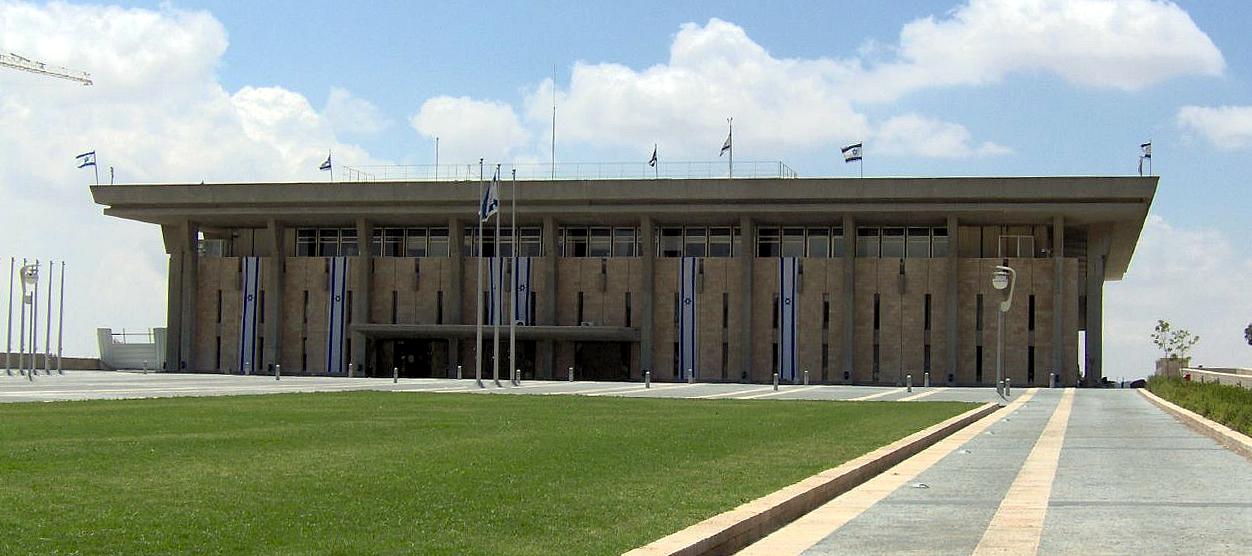
クネセトは、イスラエルの立法府（国会）である
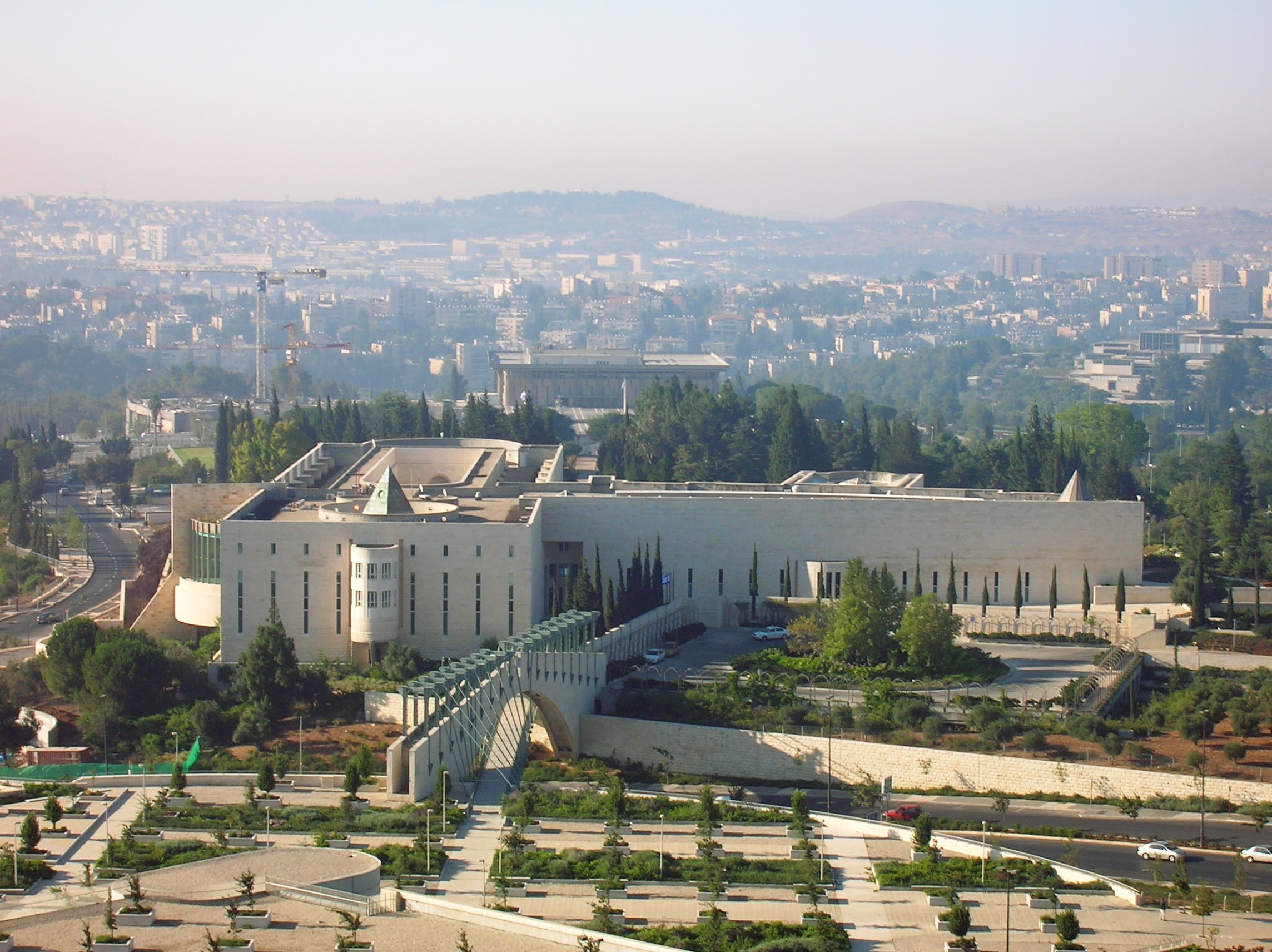
イスラエル最高裁判所
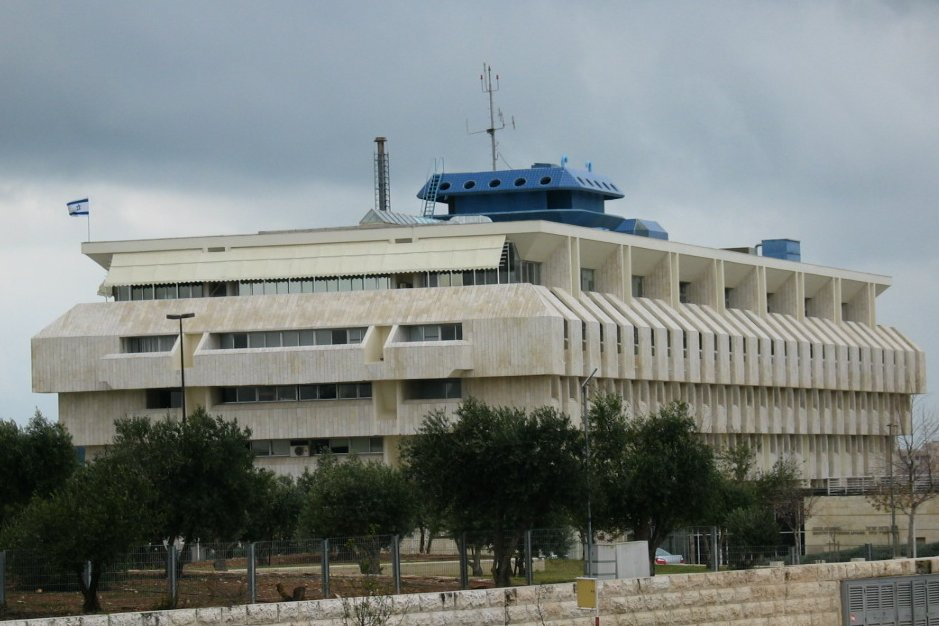
イスラエル銀行
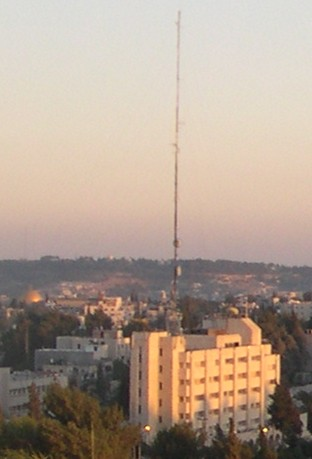
イスラエル警察本部
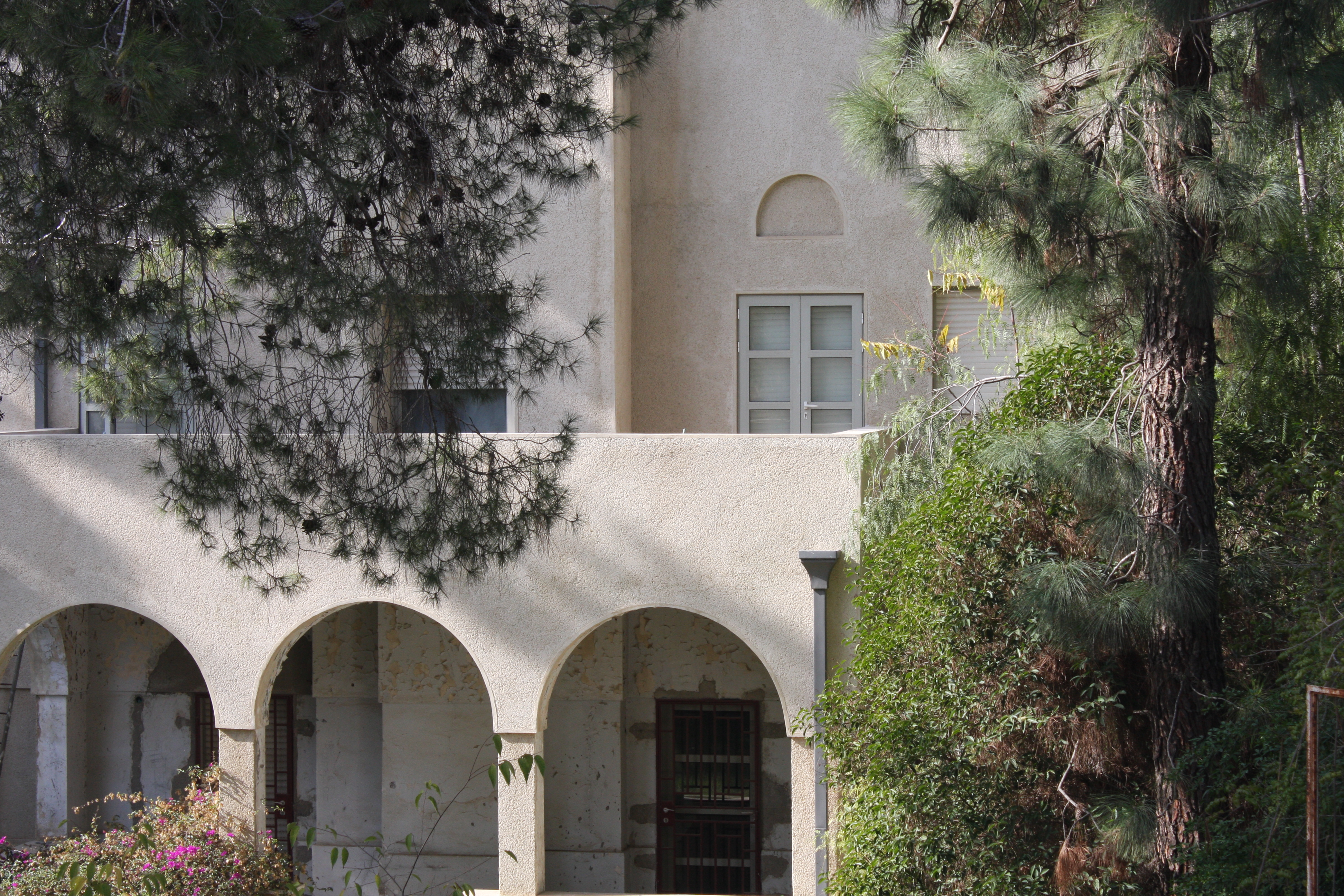
総理大臣官邸
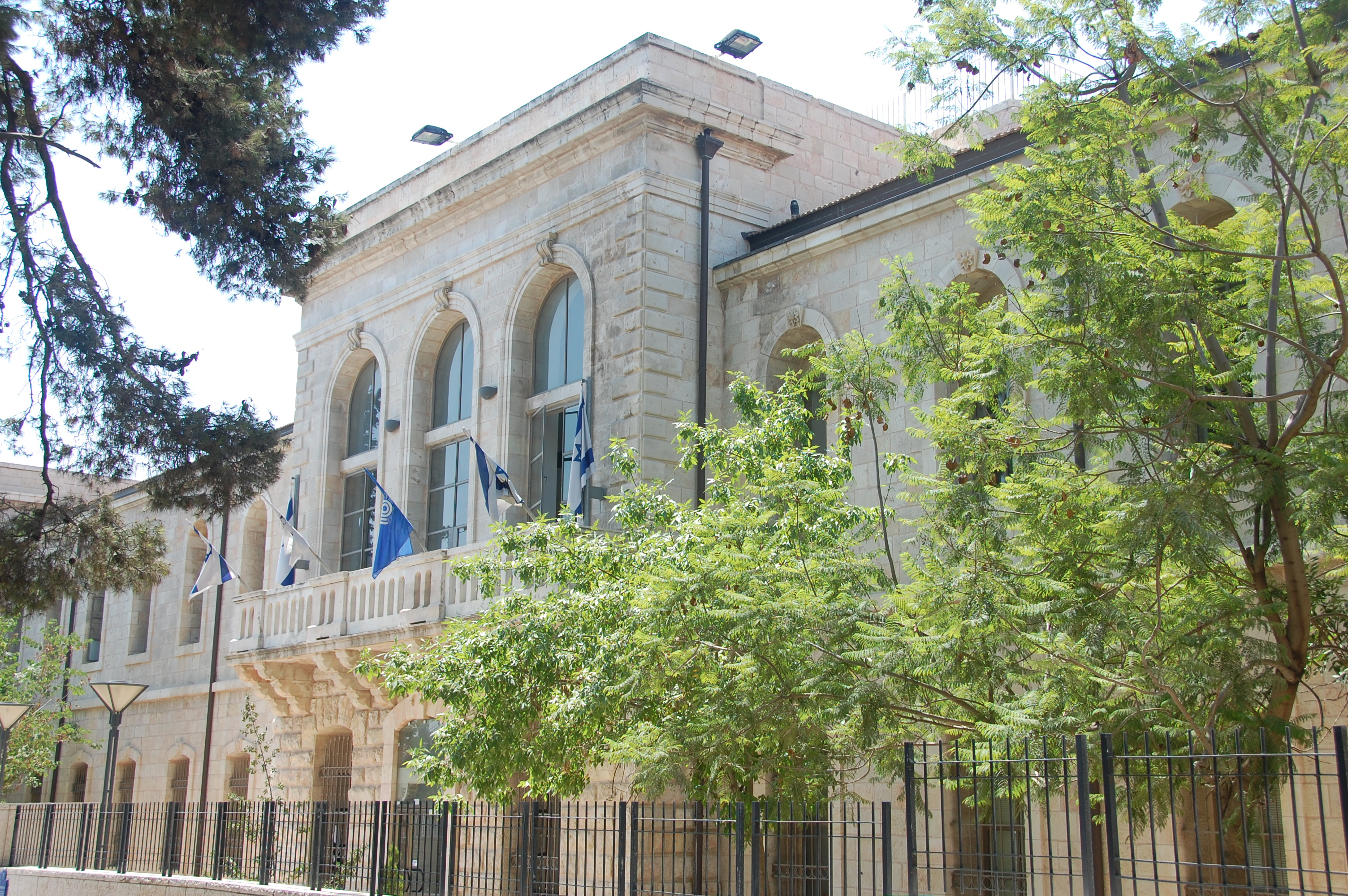
イスラエル放送局
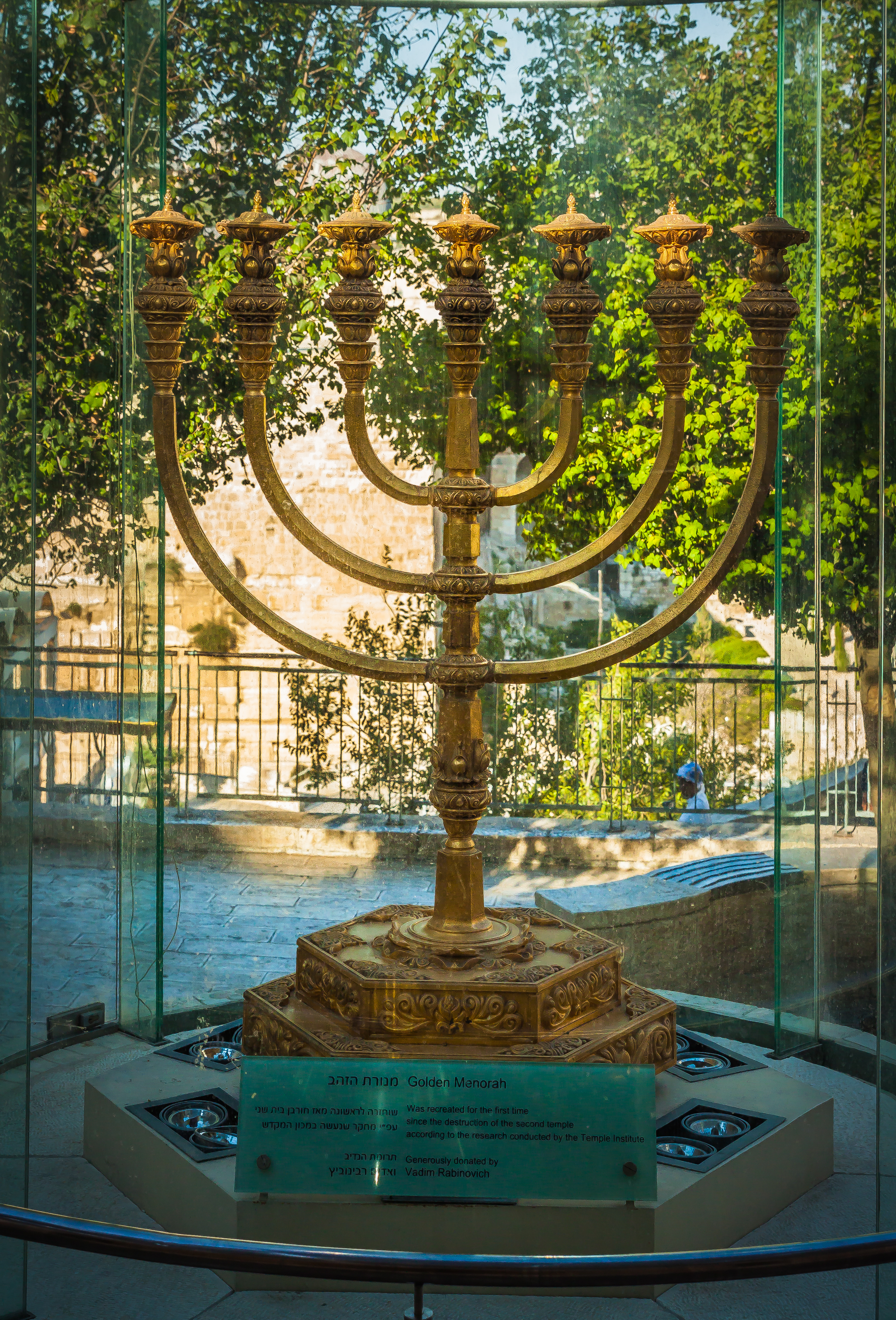
神殿研究所
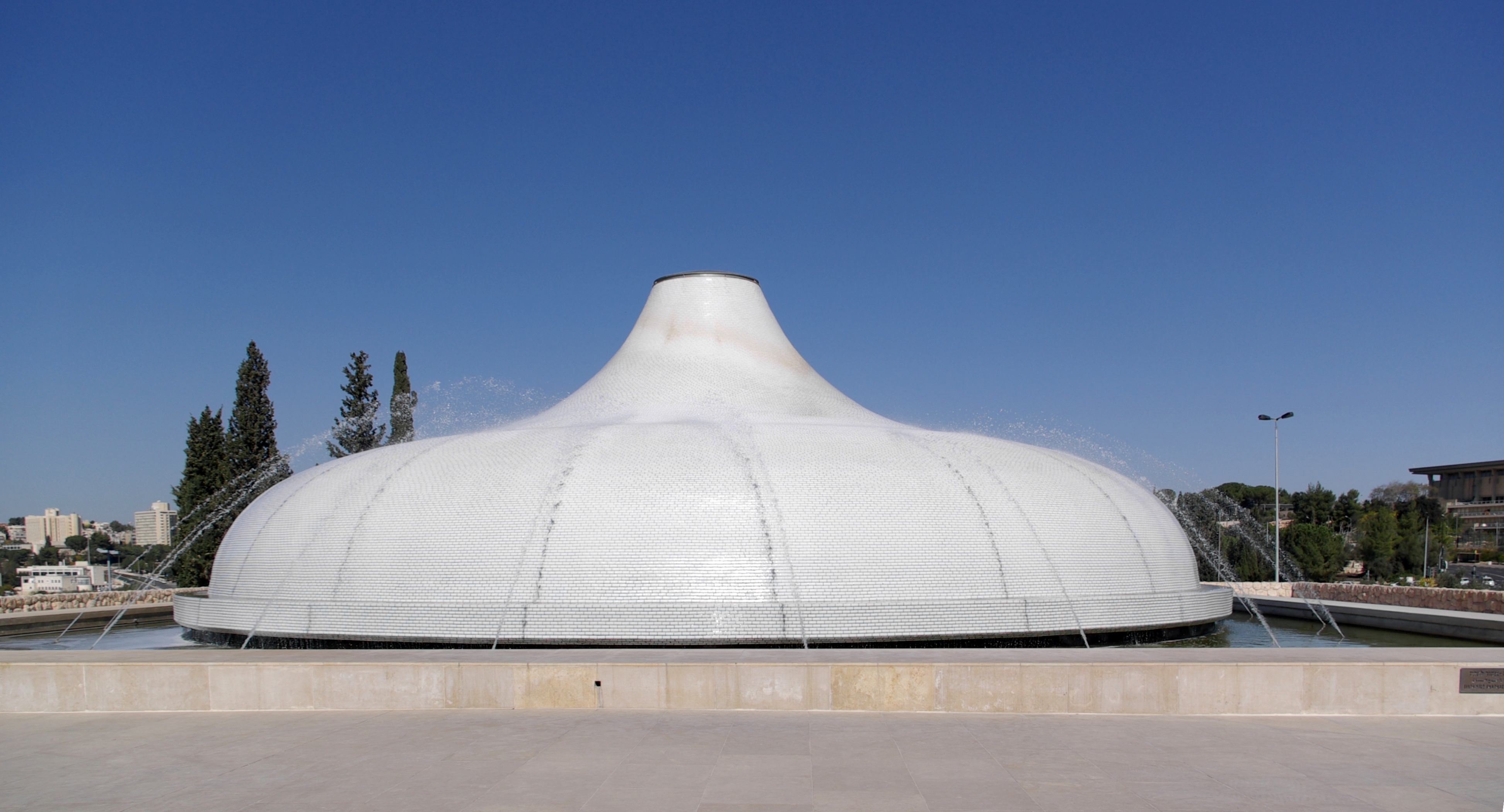
イスラエル博物館
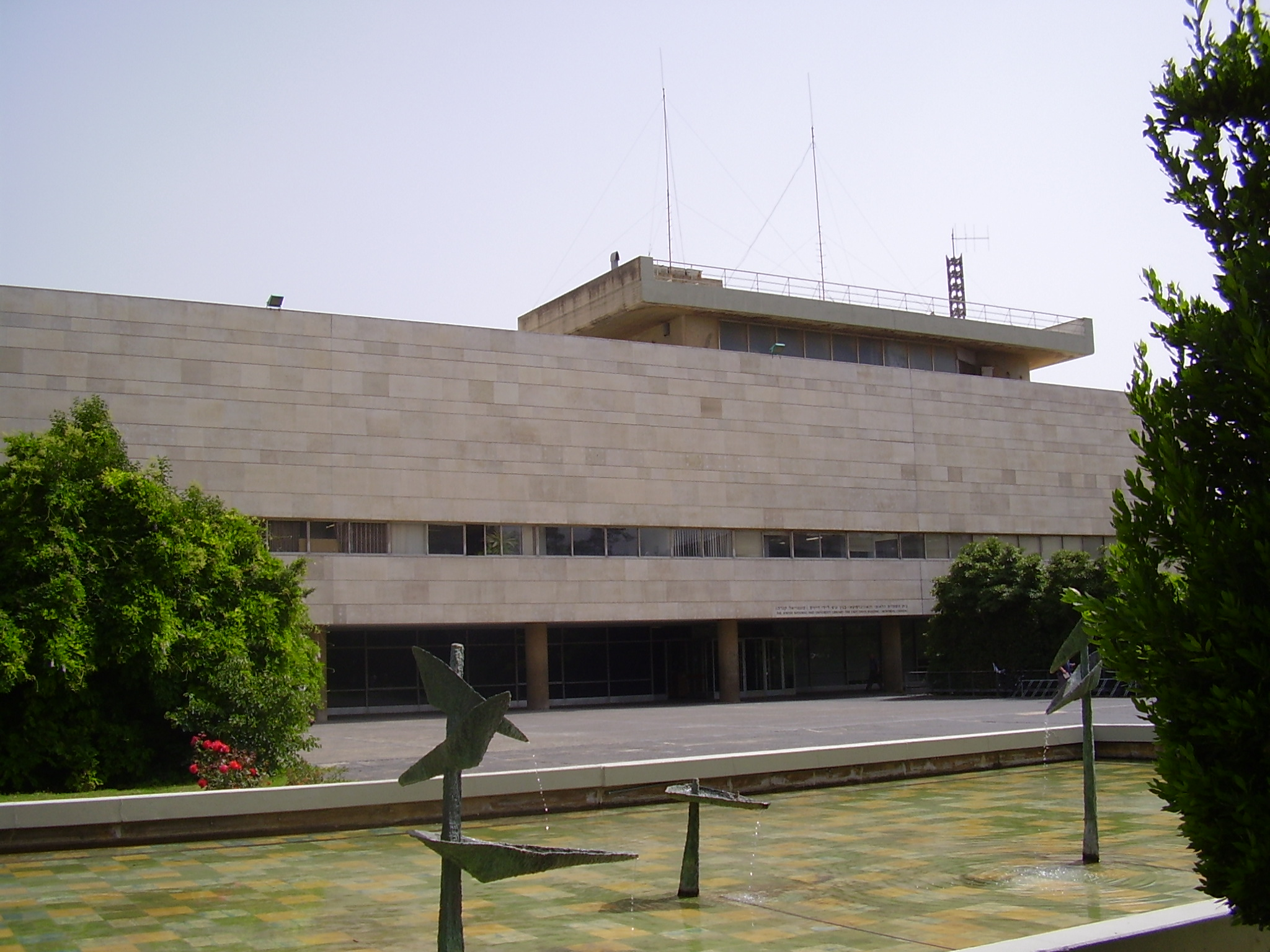
イスラエル国立図書館
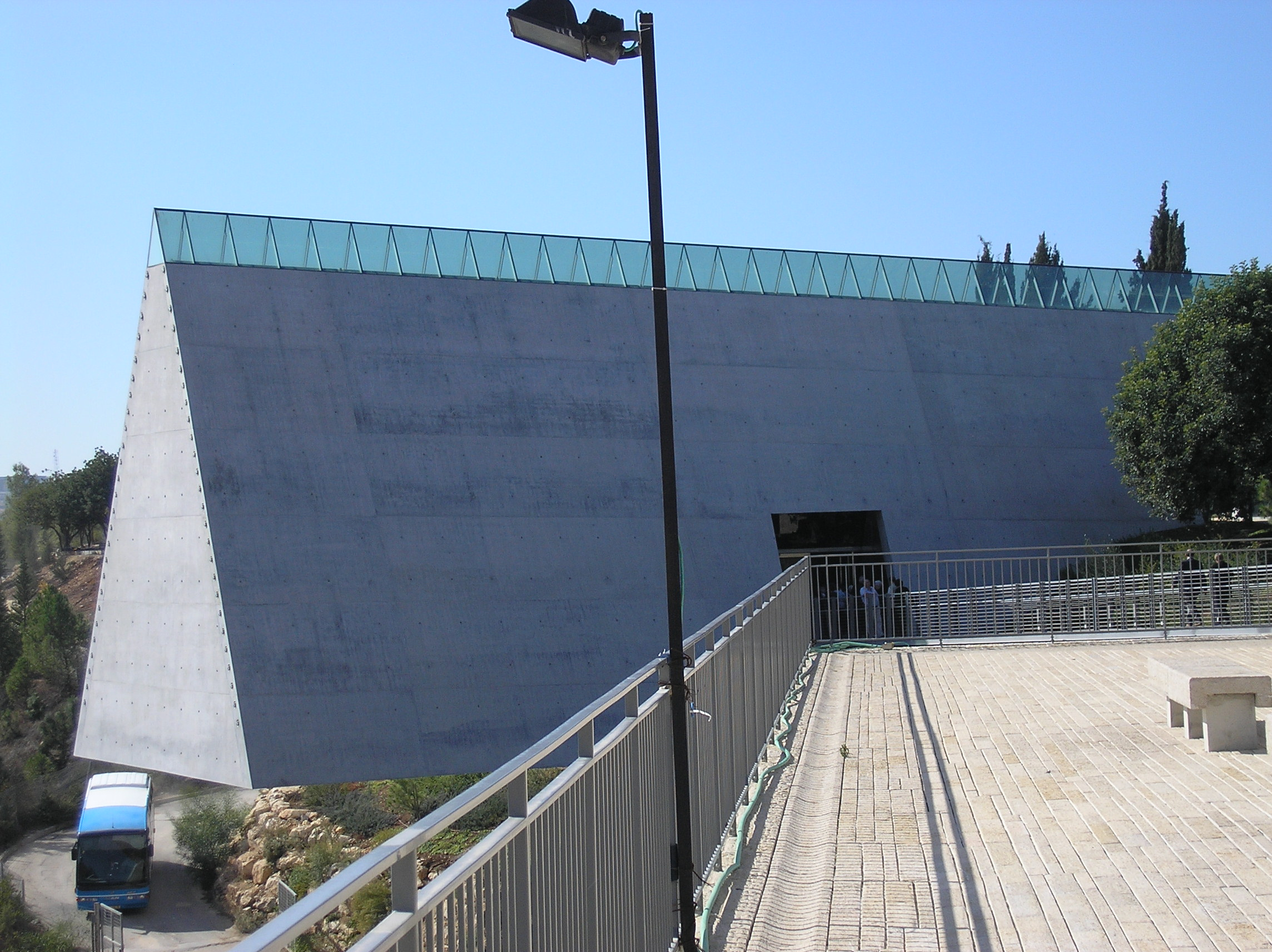
ヤド・ヴァシェム
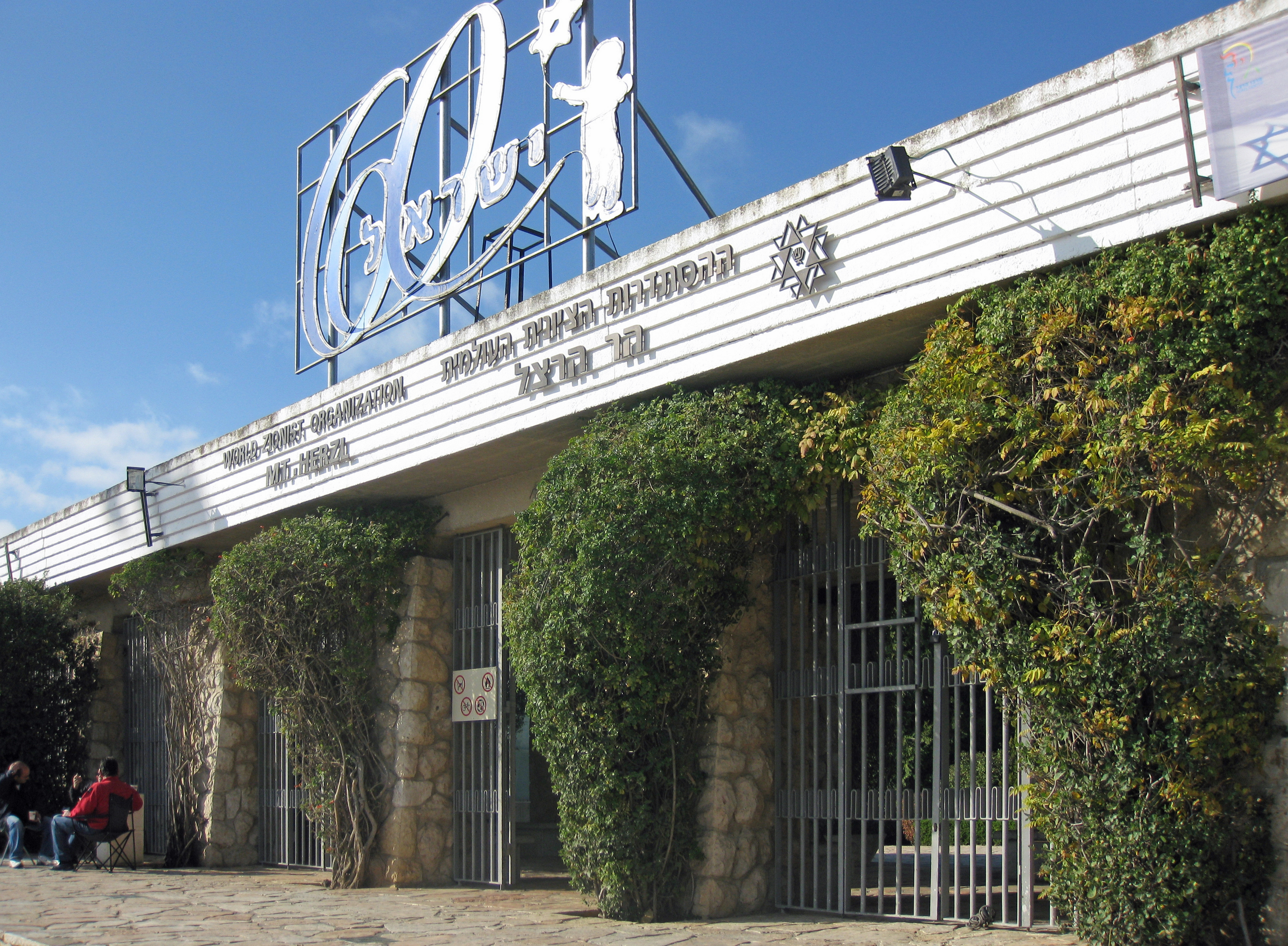
ヘルツルの丘
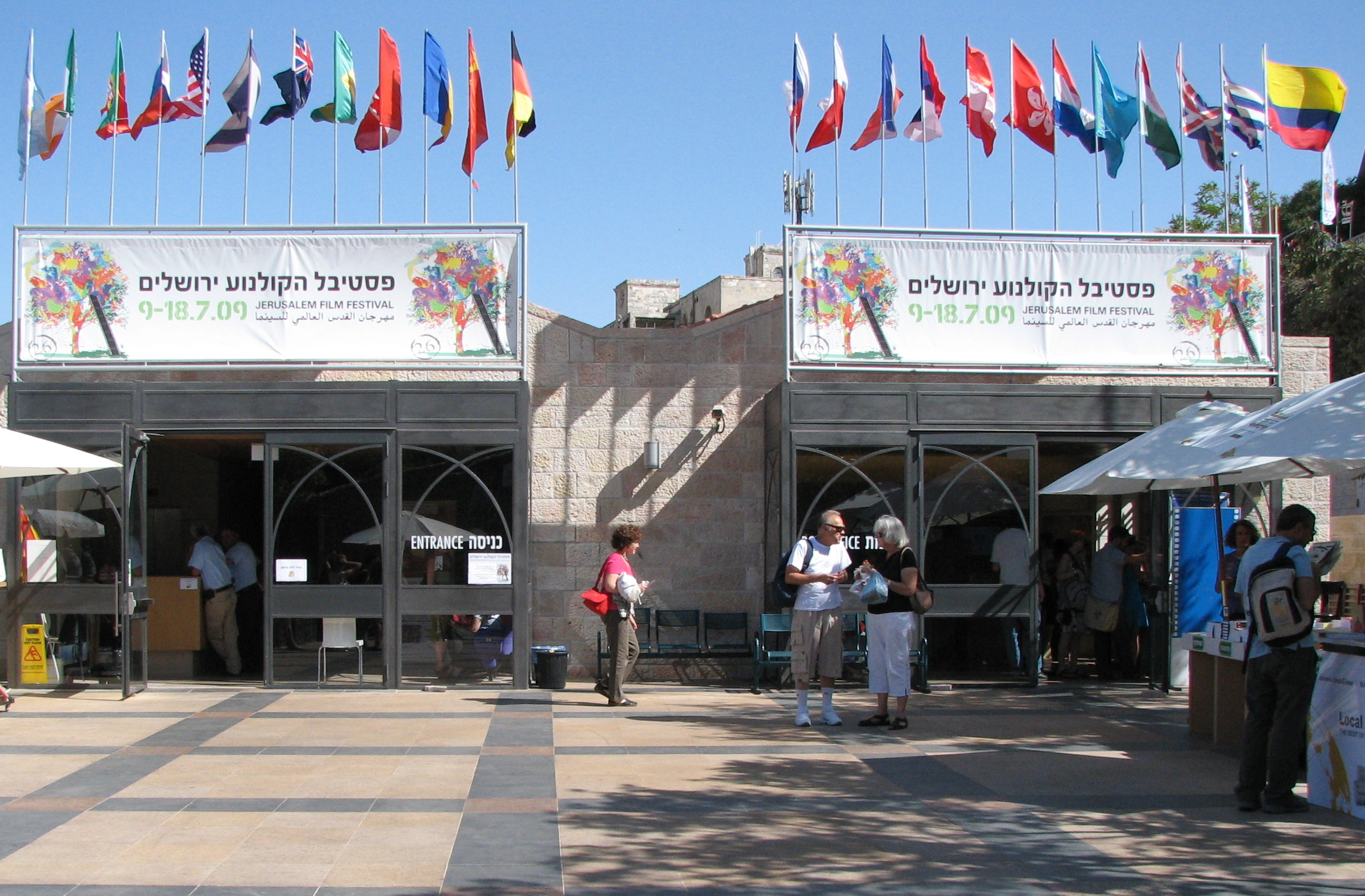
エルサレム・シネマテーク
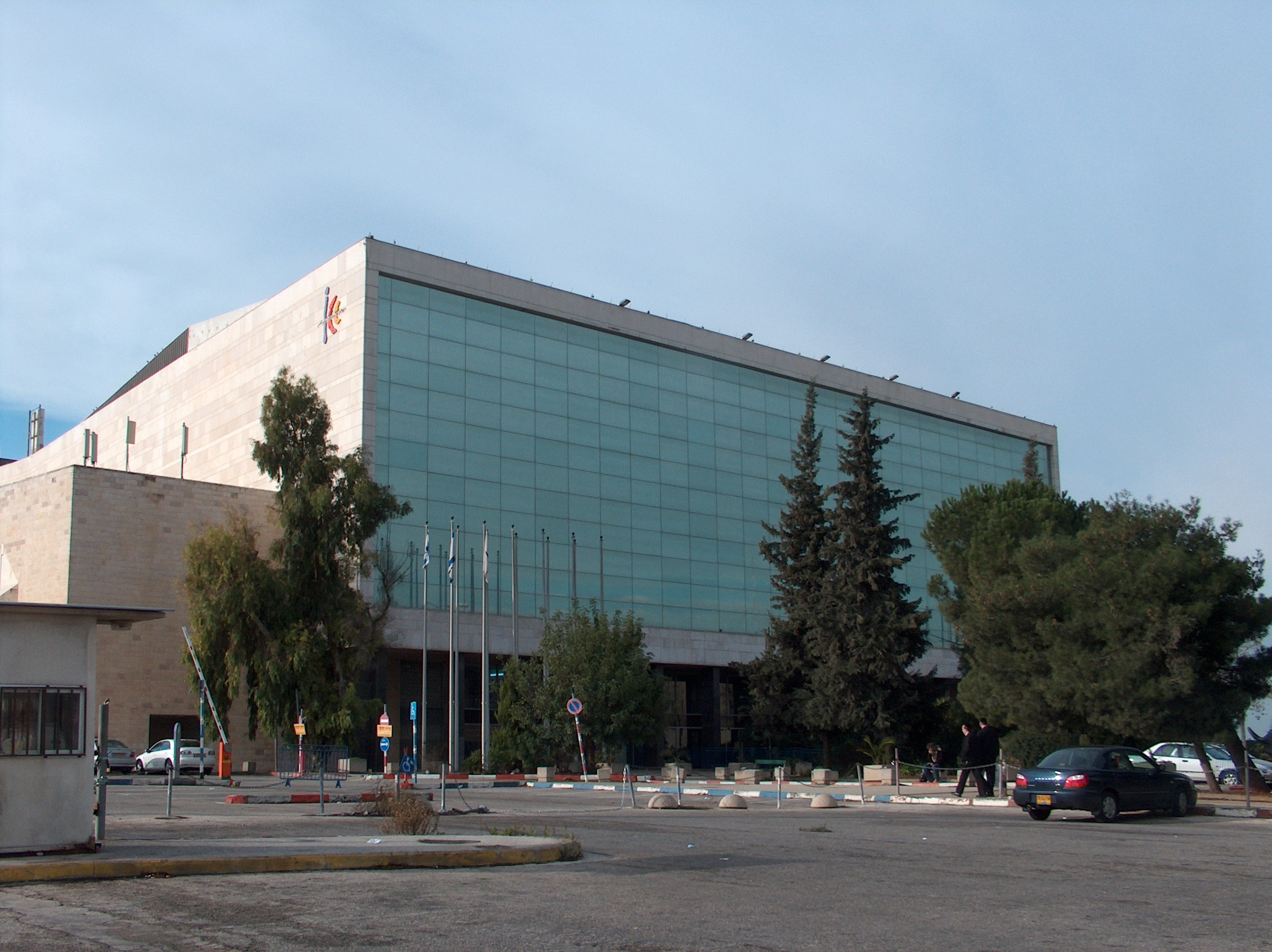
国際会議センター
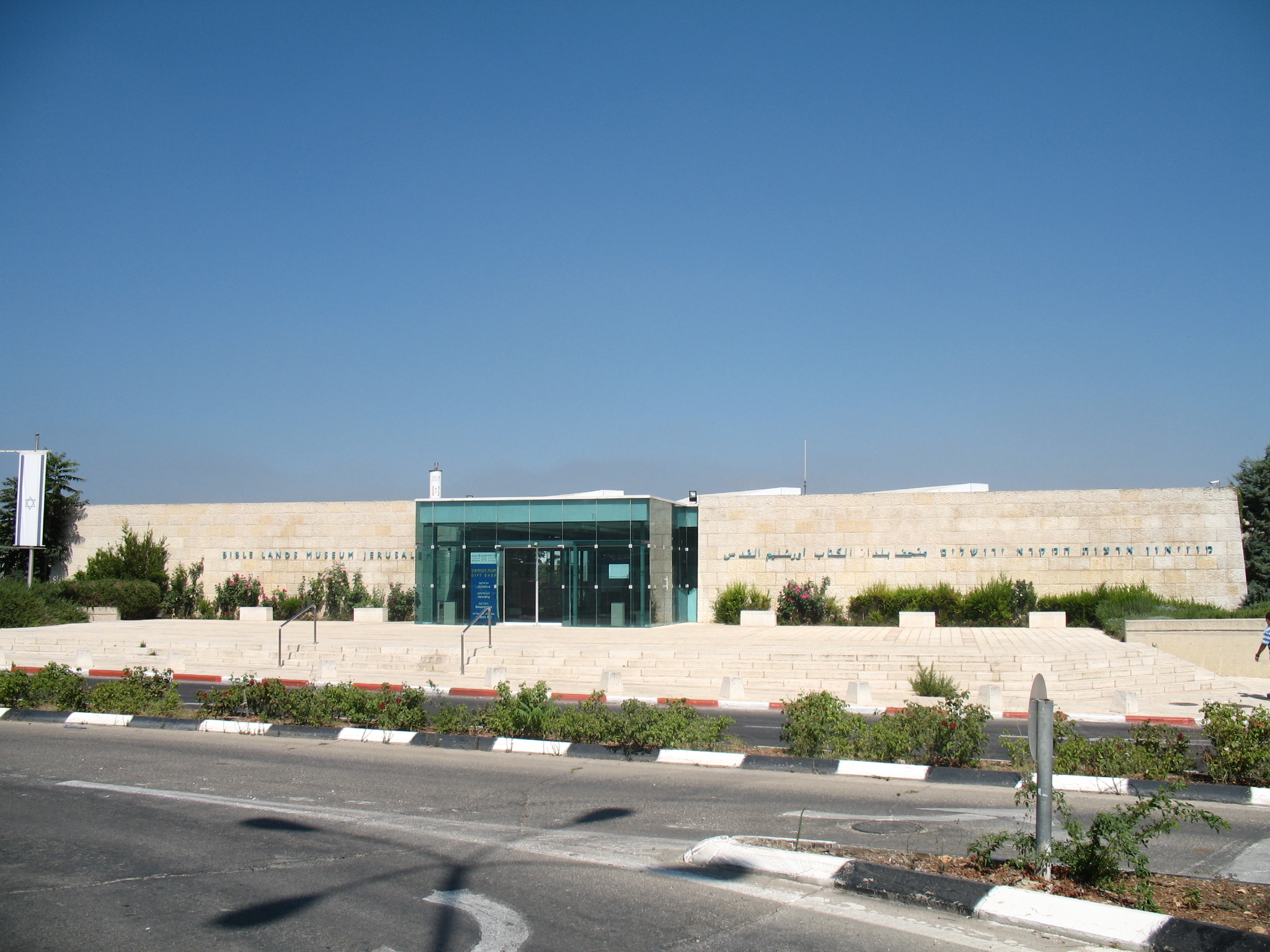
聖書の土地博物館
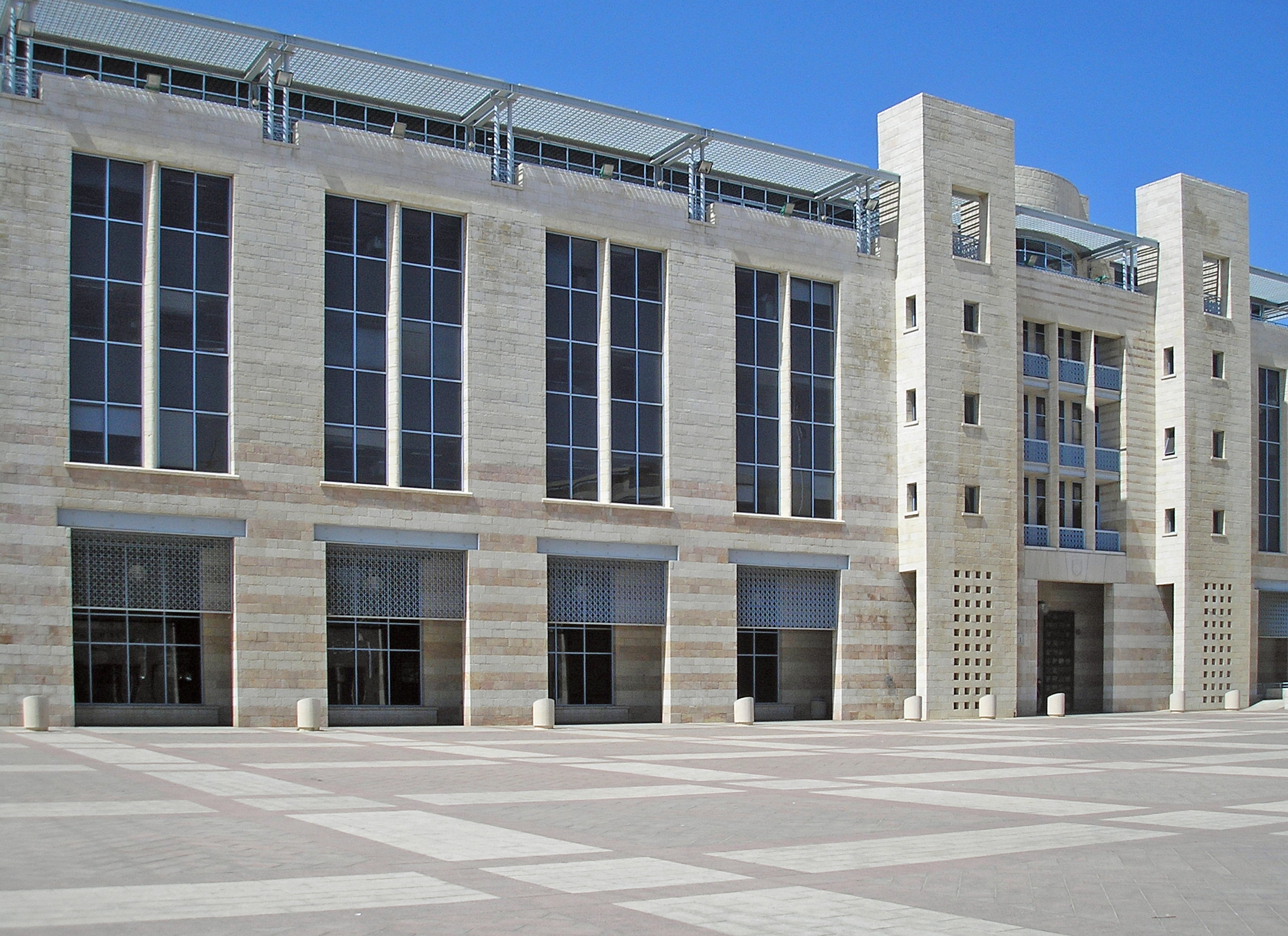
エルサレム市役所
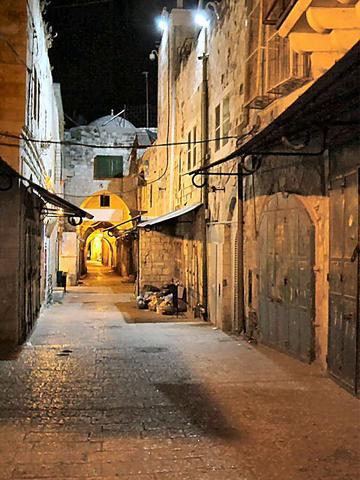
東エルサレム
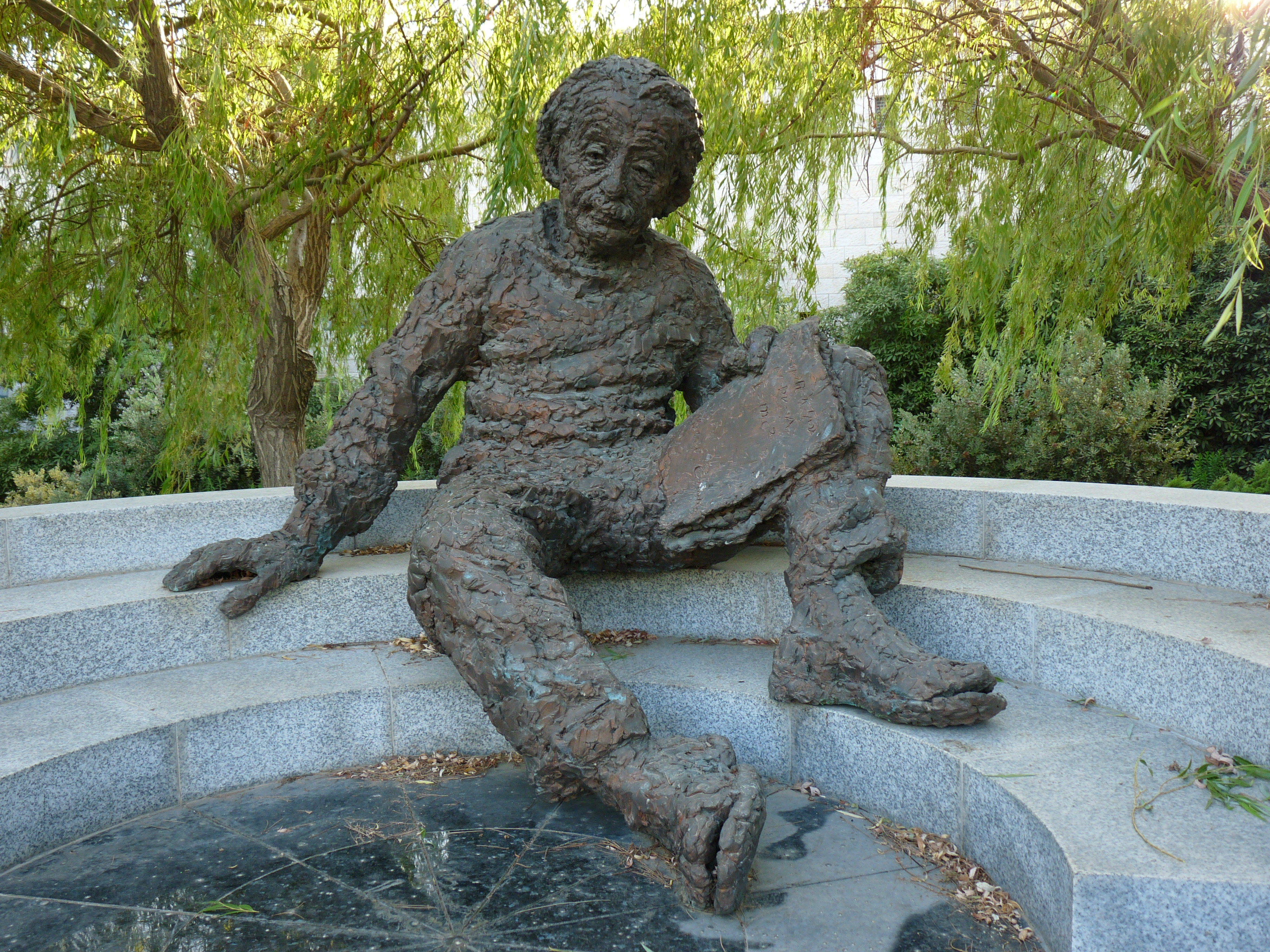
イスラエル科学・人文アカデミー
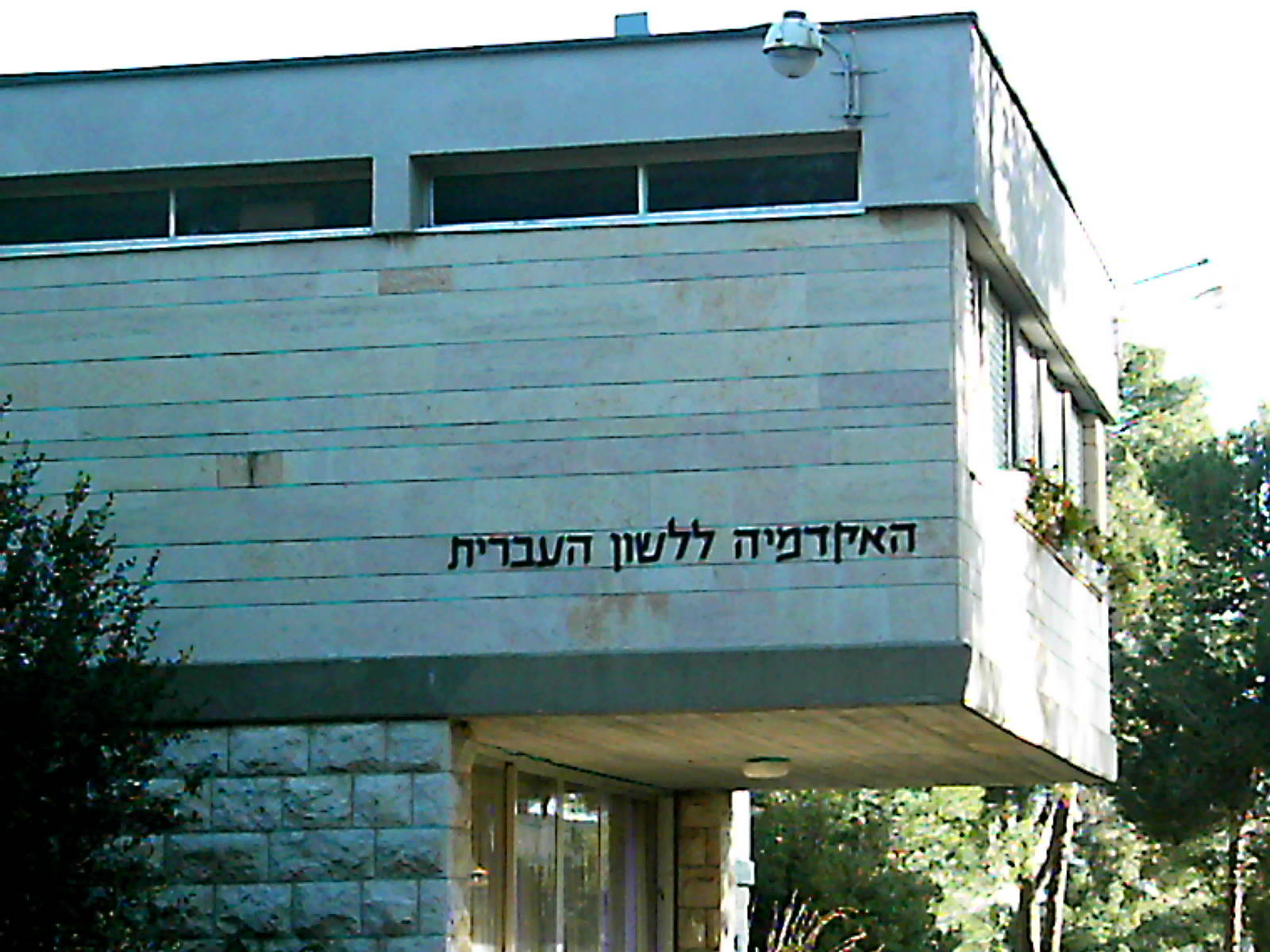
ヘブライ語アカデミー
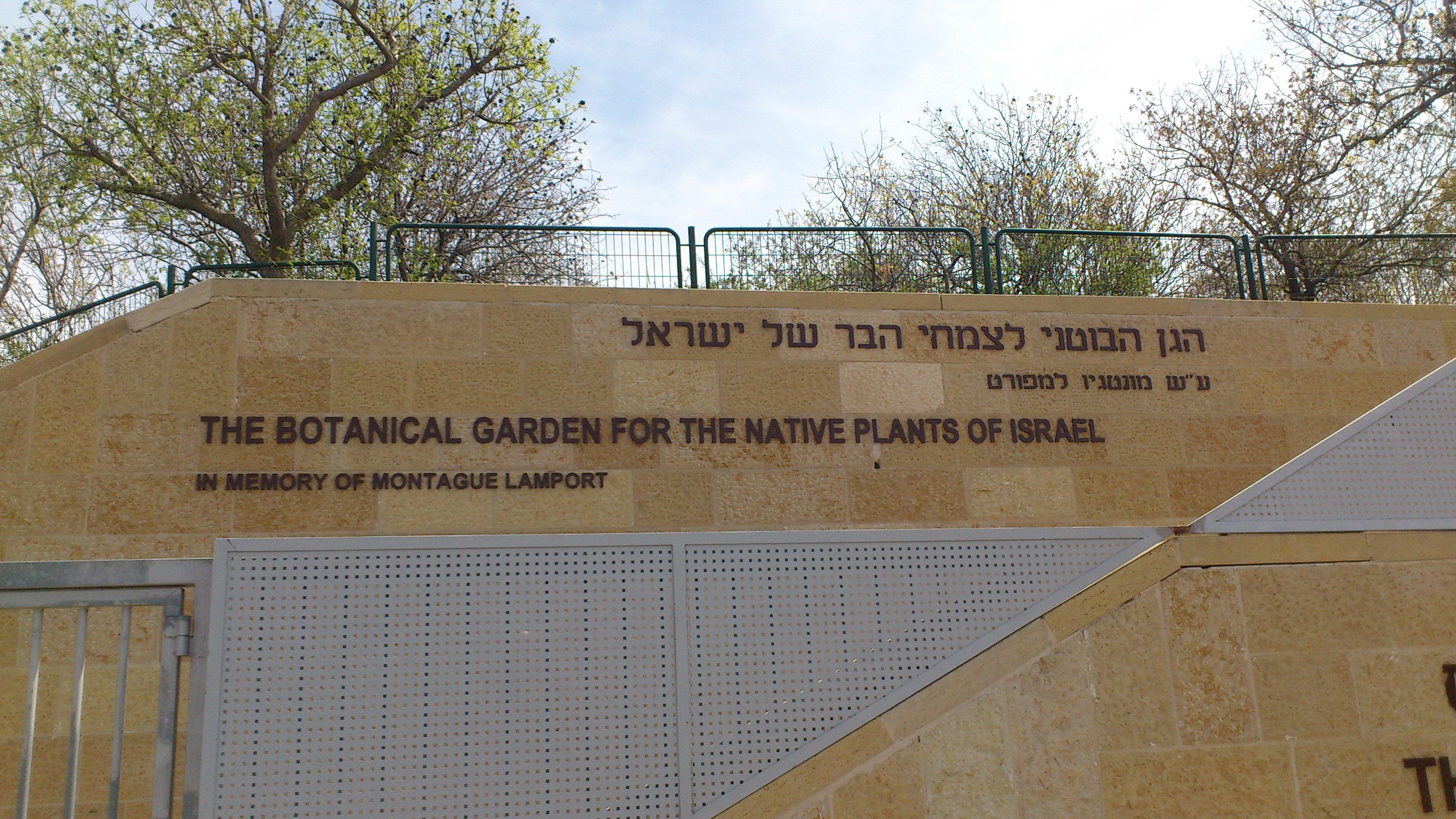
イスラエル国立植物園
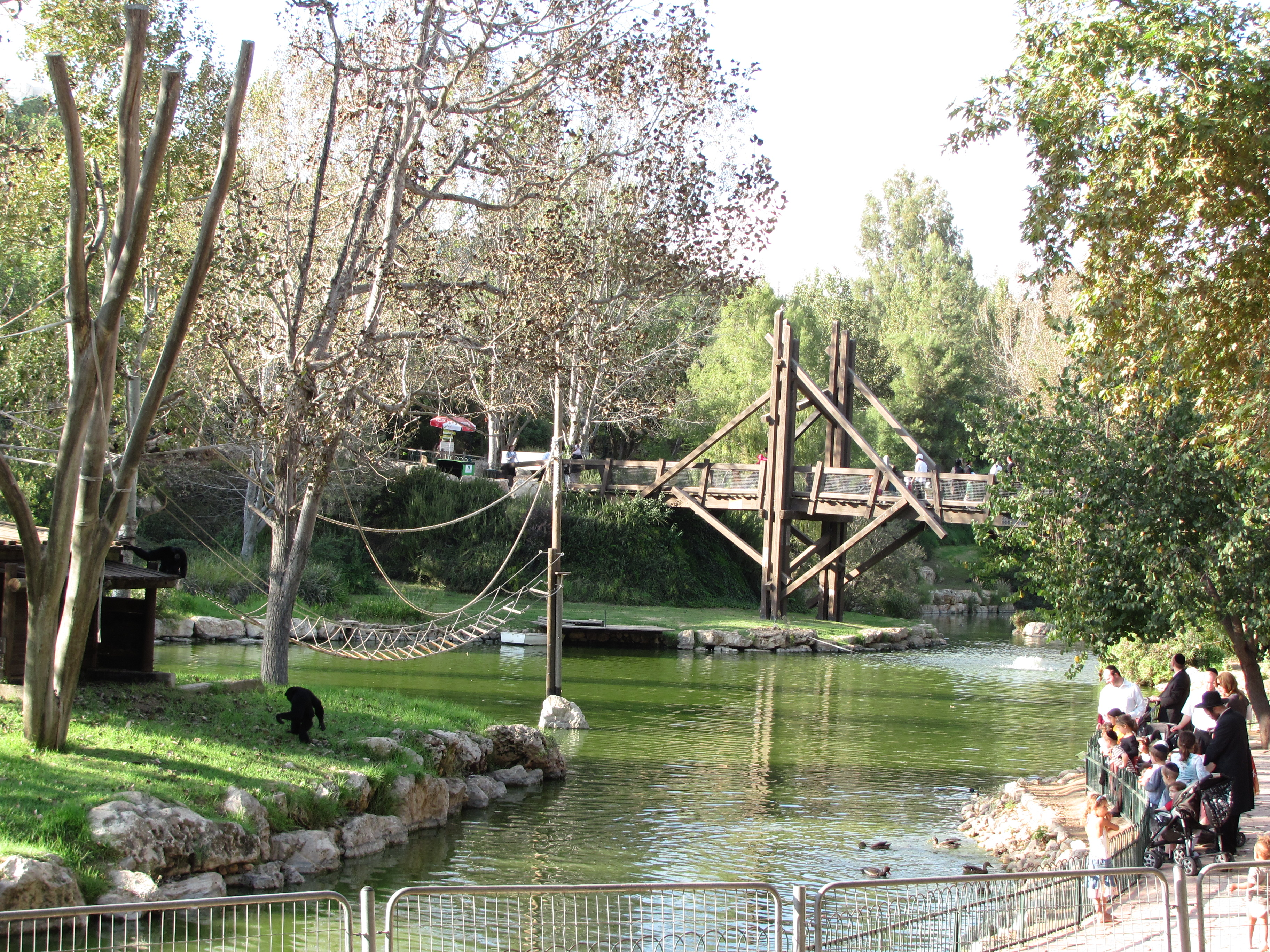
エルサレム聖書動物園（英語版）